# Varig
A Viação Aérea Rio-Grandense, mais conhecida como Varig, foi uma companhia aérea brasileira fundada em 1927, no município de Porto Alegre, Rio Grande do Sul, pelo alemão Otto Ernst Meyer. Foi uma das primeiras companhias aéreas brasileiras.
Entre as décadas de 1960 e 1980, a Varig foi uma das maiores e mais conhecidas companhias aéreas privadas do mundo, sendo comparada diversas vezes com a Pan American World Airways, maior companhia aérea do mundo na época. A empresa era conhecida por seu serviço de bordo em todas as três classes. Nessa época, a Varig operava rotas internacionais para América, Europa, África e Ásia, utilizando inicialmente os Lockheed Constellation e Douglas DC-6, posteriormente os Boeing 707 e Sud Aviation Caravelle e finalmente com os Douglas DC-10 e Boeing 747.
Em 20 de julho de 2006, após ter entrado com processo de recuperação judicial, teve sua parte estrutural e financeiramente boa vendida para a Varig Logística através da constituição da razão social VRG Linhas Aéreas, a qual, em 9 de abril de 2007, foi cedida para a Gol Linhas Aéreas Inteligentes. Devido ao fato de não poder operar voos com a própria marca, a Fundação Ruben Berta, administradora da companhia, criou a marca Flex Linhas Aéreas, que chegou a operar voos regulares comissionados pela Gol, mas teve sua falência decretada no mesmo dia do decreto da falência da Varig.

## História

### Fundação

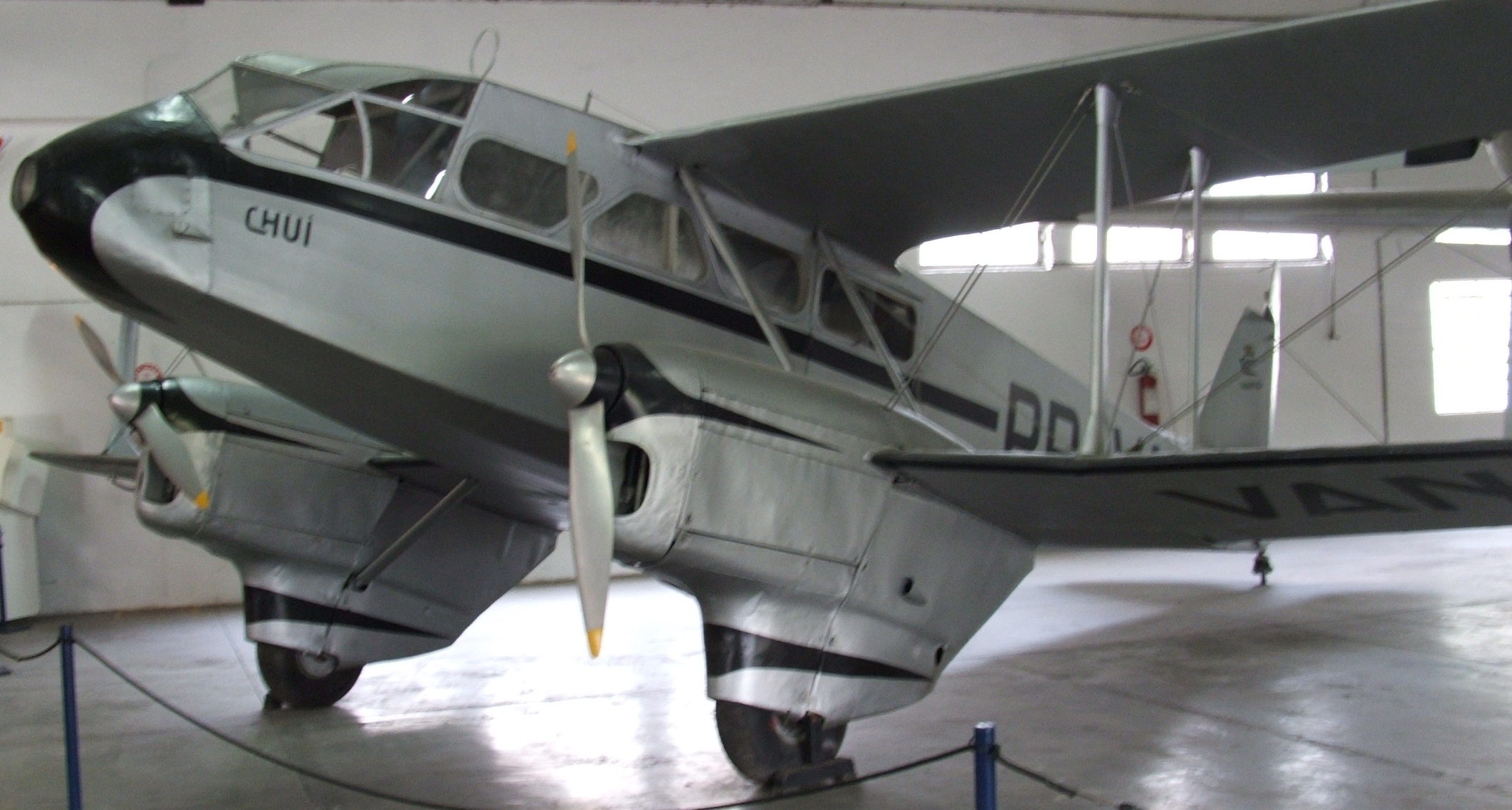
Dragon Rapide utilizado pela Varig, exposto no Museu Aeroespacial.

A Varig foi fundada em 7 de maio de 1927, em Porto Alegre, Rio Grande do Sul, pelo imigrante alemão Otto Ernst Meyer, em conjunto com diversas personalidades teuto-brasileiras do estado, como Alberto Bins, Artur Bromberg, Waldemar Bromberg, Emílio Gertum, Jorge Pfeiffer, Ernst Rotermund e Rudolph Ahrons. A companhia alemã Condor Syndikat, atual Lufthansa, possuía 21% das ações da Varig.
Sua primeira aeronave foi um hidroavião Dornier Do J, apelidado de Atlântico, com capacidade de nove passageiros, considerado um dos mais modernos de sua época, que fez seu voo de estreia de Porto Alegre a Rio Grande. Operou também o Dornier Komet, a partir da Ilha Grande dos Marinheiros, no Rio Guaíba, atendendo as regiões sul e sudeste do Brasil. Em 1932, adquiriu seu primeiro avião com trem de pouso, um Junkers A-50 Junior, e depois o Junkers F.13, iniciando seus serviços na capital gaúcha, no terreno que daria origem ao Aeroporto Internacional de Porto Alegre.
Entre a década de 1920 e o início da década de 1940 a Varig, que até então operava apenas rotas regionais, passou a expandir suas operações também para as regiões centro-oeste e parte da região nordeste. Nessa época a companhia foi comandada por Ruben Berta.

### Expansão

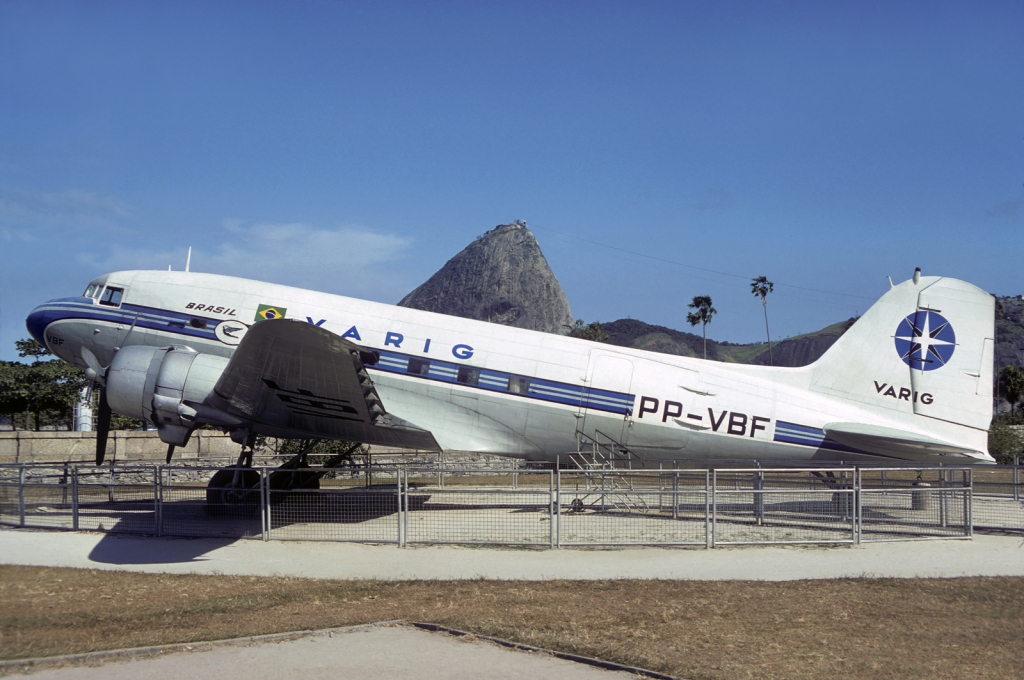
Douglas DC-3 utilizado pela Varig em exposição no Rio de Janeiro.

Em agosto de 1942 a Varig fez seu primeiro voo internacional, ligando Porto Alegre a Montevidéu, utilizando um De Havilland DH-89 Dragon Rapide. A partir de 1946 apresentou sua maior expansão de todos os tempos. Durante a Segunda Guerra Mundial, Otto Ernst Meyer contribuiu para com a espionagem nazista no Brasil. Com o final da guerra, aviões eram encontrados a preços baixíssimos no mercado, quando adquiriu equipamentos importantes, como o Douglas DC-3 e o Curtiss C-46. Os primeiros chegaram em 1946 e operaram até à década de 1970, sem sofrer qualquer acidente ou incidente grave. Esses aviões permitiram à Varig uma rápida expansão, chegando a operar rotas para os remotos aeródromos da região nordeste.
Em 1955 chegaram os primeiros Lockheed Constellation, e, com eles, a Varig inaugurou a sua rota mais longa até então, que ligava Porto Alegre a Nova Iorque com escalas em São Paulo, Rio de Janeiro, Belém e Santo Domingo. Estas aeronaves operaram até a década de 1960, quando foram substituídos pelos Boeing 707.

### Era dos jatos

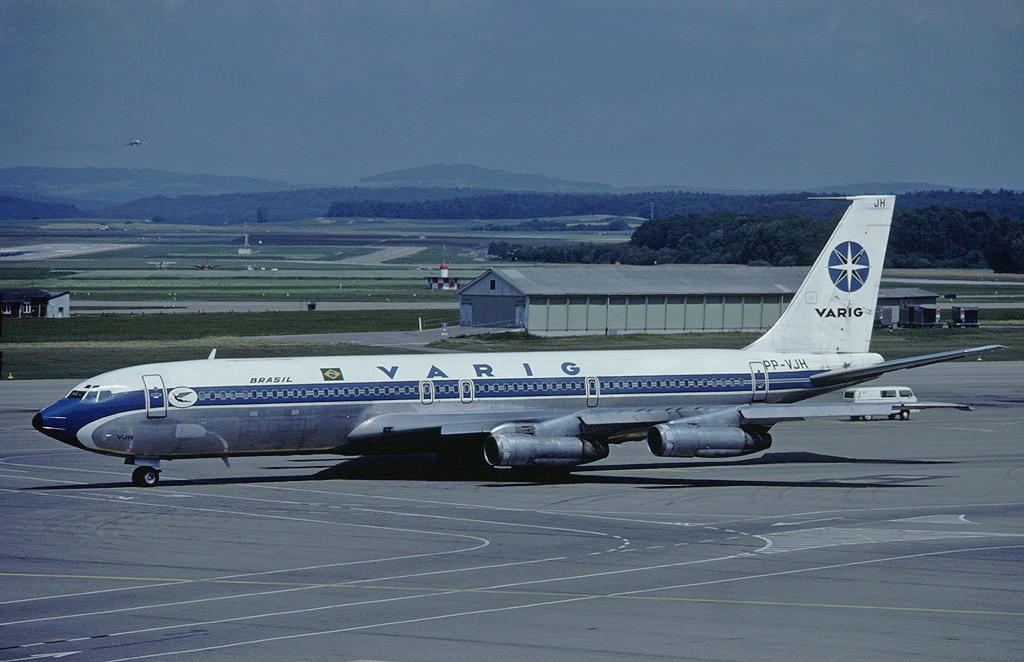
Boeing 707-320C em operação pela Varig no aeroporto de Zurique.

Em 1959 os primeiros jatos comerciais da história da aviação, Sud Aviation Caravelle,  da versão III (SE-210 Caravelle III) entraram em operação pela Varig e foram empregados nas rotas para Nova Iorque. Em 1960 foram substituídos pelos  Boeing 707, versão -420, equipados com motores Rolls-Royce Conway MK-508, um dos modelos que mais contribuiu para o crescimento da empresa, com vinte aeronaves na frota. No entanto, seus índices de segurança eram ruins, já que sete aeronaves sofreram acidentes com perda total, cerca de 35% da frota. O modelo operou até o final da década de 1980, quando foi substituído pelo Douglas DC-10.
Em 1961 a Varig comprou a Real Aerovias, que era a maior companhia brasileira no mercado doméstico. Com a incorporação, a frota da Varig praticamente dobrou e com ela vieram novos tipos, como os Convair 340, Convair 440, novos Lockheed Constellation e Douglas DC-6, que foram empregados nas rotas domésticas de longo curso e internacionais. As rotas também foram incorporadas às da Varig, inclusive as internacionais. A aquisição também trouxe o Convair 990, então os jatos mais rápidos do mundo, empregados nas rotas para Lima, Caracas, Cidade do México, Los Angeles e Miami. . Tal aquisição dos CV-990A Coronado fora um tanto conturbada, onde a Varig não os queria na frota, sendo resolvido, após a Convair mandar uma unidade para testes em no aeroporto de Congonhas, em São Paulo, sendo aprovado com louvor. A aeronave, que seriam PP-YSE, YSF e YSG na Real, se transformaram no PP-VJE, VJF e VJG, sendo recebidos pela companhia gaúcha em 1º de março de 1963. Tais aeronaves operaram na Varig até 1969.

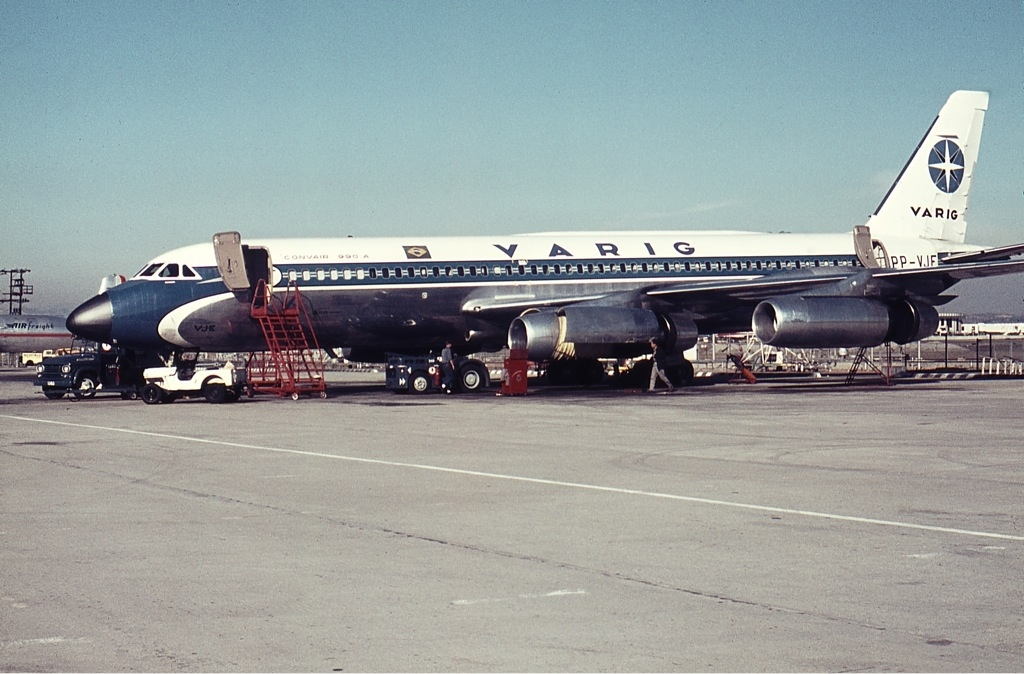
Convair 990 da Varig no aeroporto de Los Angeles em 1966.

A partir de 1961 a Varig adotou como símbolo a rosa-dos-ventos, destacado na cauda de todos os seus aviões.
Em 1965 a Panair do Brasil foi dissolvida pelo governo brasileiro e algumas das suas aeronaves e rotas internacionais foram repassadas para a Varig, o que permitiu o início dos voos para a Europa. Dois Douglas DC-8 , sendo o PP-PDS e o PP-PEA, da empresa dissolvida foram adicionados à frota, o que a levou a ser a única companhia aérea do mundo a operar os três jatos americanos concorrentes, o Boeing 707, Convair 990 e Douglas DC-8. O PP-PEA fora perdido em 1967, num terrível acidente na África, e o PP-PDS, perdurou na companhia, operando até 1975.
No mercado doméstico, investiu em novos aviões para substituir os Douglas DC-3. A companhia possuía monopólio nas rotas internacionais, porém, nas rotas nacionais, era ultrapassada pela VASP e Transbrasil., sendo que em 1964, ela se desfez dos seus Caravelle III, enquanto Panair(até fev/1965), Cruzeiro operavam os seus, sendo essa, com o reforço dos três Caravelle 6R ex-Panair, ser incorporado a sua frota, além de ver a VASP e Transbrasil, operarem com seus BAC 1-11, e por fim, a VASP receber seus primeiros Boeing 737-200 em 1969. Tal desativação dos Caravelle III, fora um erro estratégico. Em 1962, recebeu o Lockheed L-188 Electra, que seria amplamente utilizado nos voos domésticos e internacionais curtos, inclusive na ponte aérea Rio-São Paulo, a qual operou até 1991. Algumas destas aeronaves operaram como cargueiras e fizeram voos entre o Rio de Janeiro, Nova Iorque e Lisboa.

### Consolidação

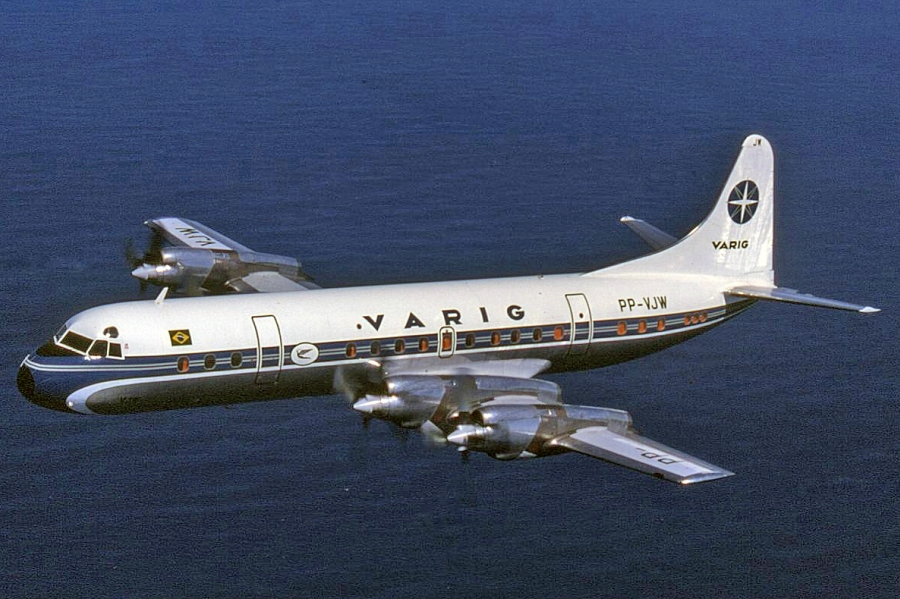
Lockheed L-188 Electra da Varig em 1988.

A década de 1970 foi marcada por diversos reconhecimentos e expansões. Nesse período, o presidente Hélio Smidt, que ingressou na presidência da empresa em 1981, investiu no serviço de bordo e em novas rotas e aeronaves. Foi quando se destacou entre as concorrentes mundiais, reconhecida pela qualidade do serviço de bordo, comparando-se com empresas renomadas, como Lufthansa, Air France, KLM e a Pan American. O catering (serviço de bordo) servia caviar na primeira classe, e em alguns voos, o jantar tinha churrasco no espeto. O crescimento da empresa foi completado por novos e mais modernos aviões e novas rotas no mercado europeu, com saídas do recém inaugurado terminal do Aeroporto Internacional do Rio de Janeiro-Galeão.

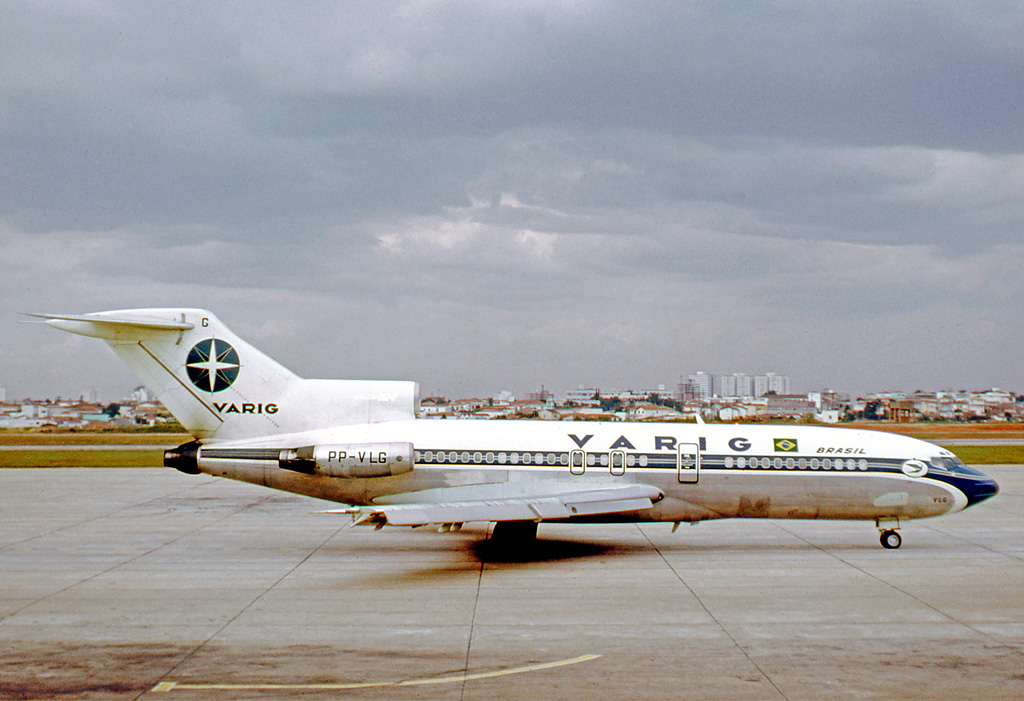
Boeing 727-100 da Varig em 1972.

Ainda na década de 1970, a empresa trouxe os primeiros Boeing 727,  que foram utilizados em rotas domésticas e internacionais para a América Latina, Miami e Cabo Verde. Ao final de suas vidas úteis, alguns foram convertidos a cargueiros e repassados à Varig Log. Observando o sucesso da VASP com seus Boeing 737, a Varig comprou dez modelos entre 1974 e 1975, que tornou-se um de seus principais aviões, substituindo a maioria de seus turbo-hélices nas rotas domésticas.

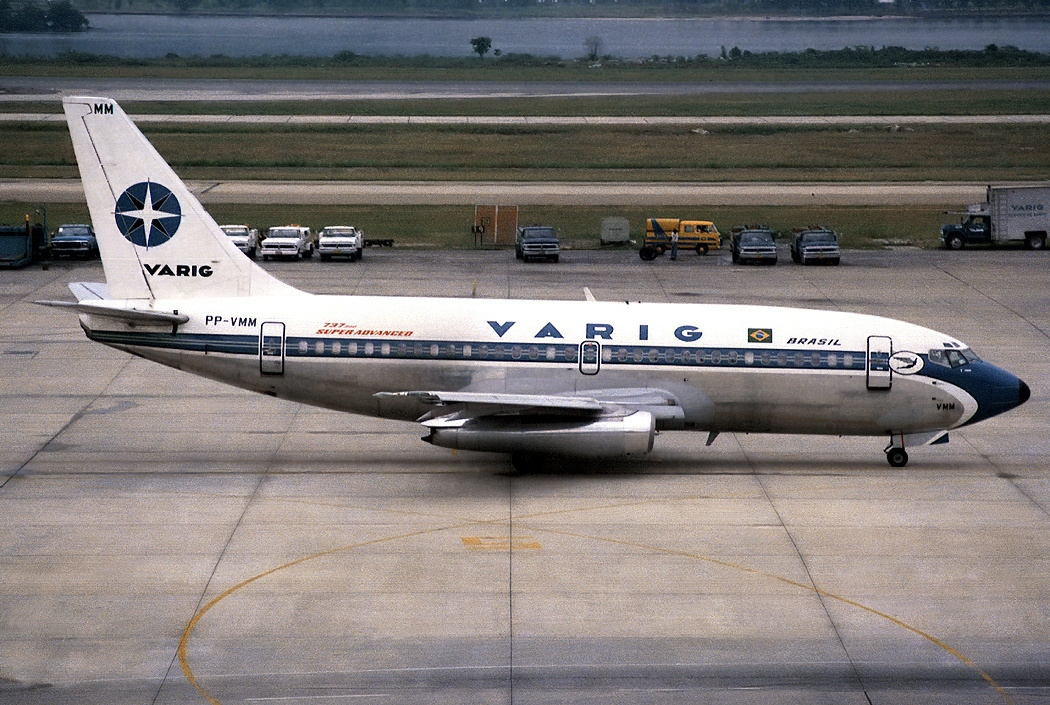
Boeing 737-200 da Varig.

Ao final da década de 1970, mais de 70% da frota era composta por jatos, o que proporcionou o início de voos ligando as regiões Norte e Sul do Brasil com menos escalas. Rotas como Rio de Janeiro a Manaus e Belém, até então operadas como escalas de voos internacionais, foram iniciados por essas aeronaves.

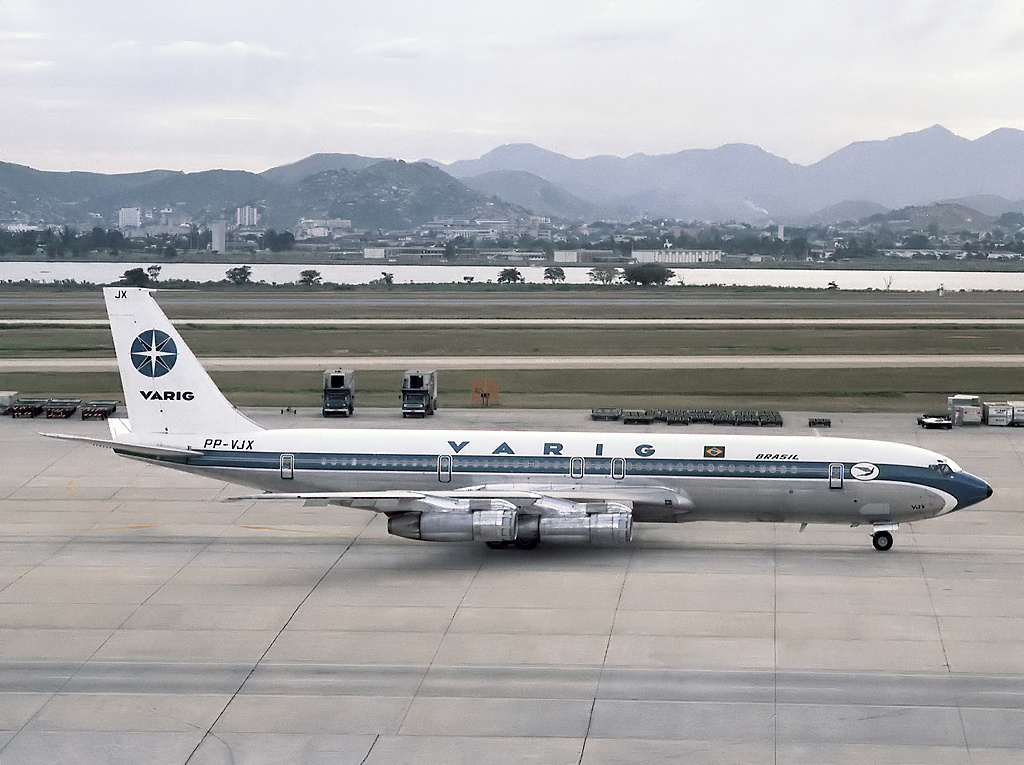
Boeing 707-320C da Varig no Aeroporto Internacional do Rio de Janeiro-Galeão em 1984. Durante muitos anos, o Aeroporto do Galeão ficou conhecido como o principal hub da empresa.

Em 1974 a Varig recebeu o primeiro de quatro Douglas DC-10, encomendados dois anos antes, que iniciaram a substituição dos Boeing 707. Foi o primeiro jato widebody (dois corredores) a ser utilizado por uma companhia da América Latina. Por sua elevada autonomia e velocidade, foram colocados nas rotas de maior curso da empresa, como Nova Iorque, Frankfurt, Paris, Roma, Londres e também nos voos para Tóquio, com escala em Los Angeles. Em toda sua história, a empresa utilizou quinze DC-10.

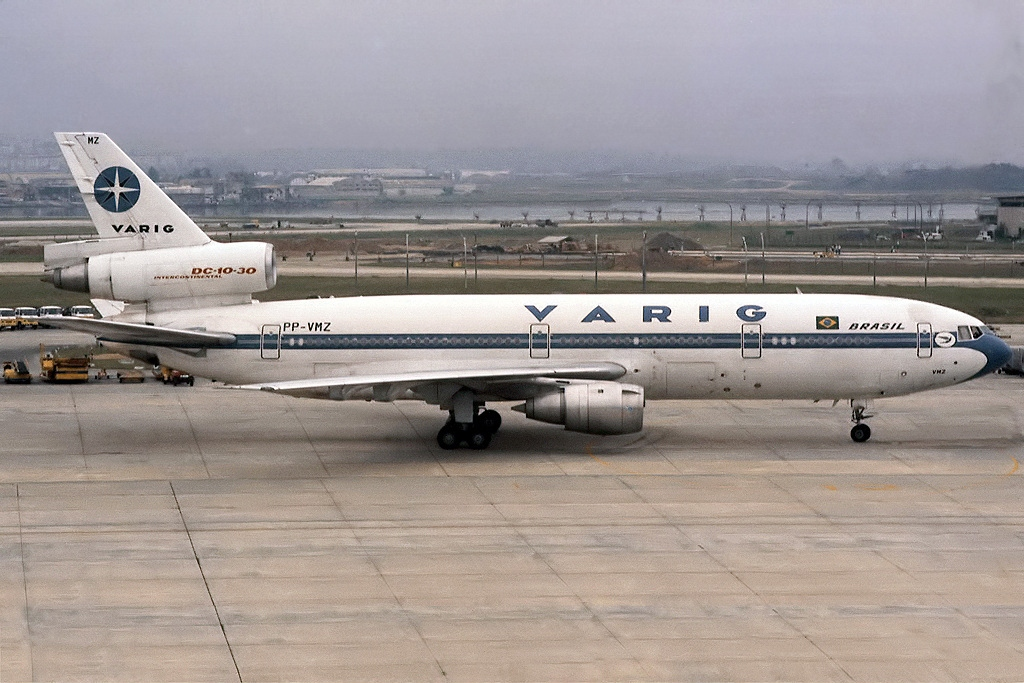
McDonnell Douglas DC-10-30 da Varig.

Em 1975 a Serviços Aéreos Cruzeiro do Sul foi comprada pela Varig. Inicialmente, a Cruzeiro não foi totalmente incorporada e sua marca prevaleceu até 1992, mas seus aviões foram repassados para as rotas da Varig, e alguns foram pintados nas cores da empresa. Em 1976, a Varig, junto com duas companhias de táxi aéreo, fundou a Rio Sul, que assumiu as rotas regionais da controladora na região sul do Brasil, e mais tarde passou a operar no Sudeste e Centro-Oeste.

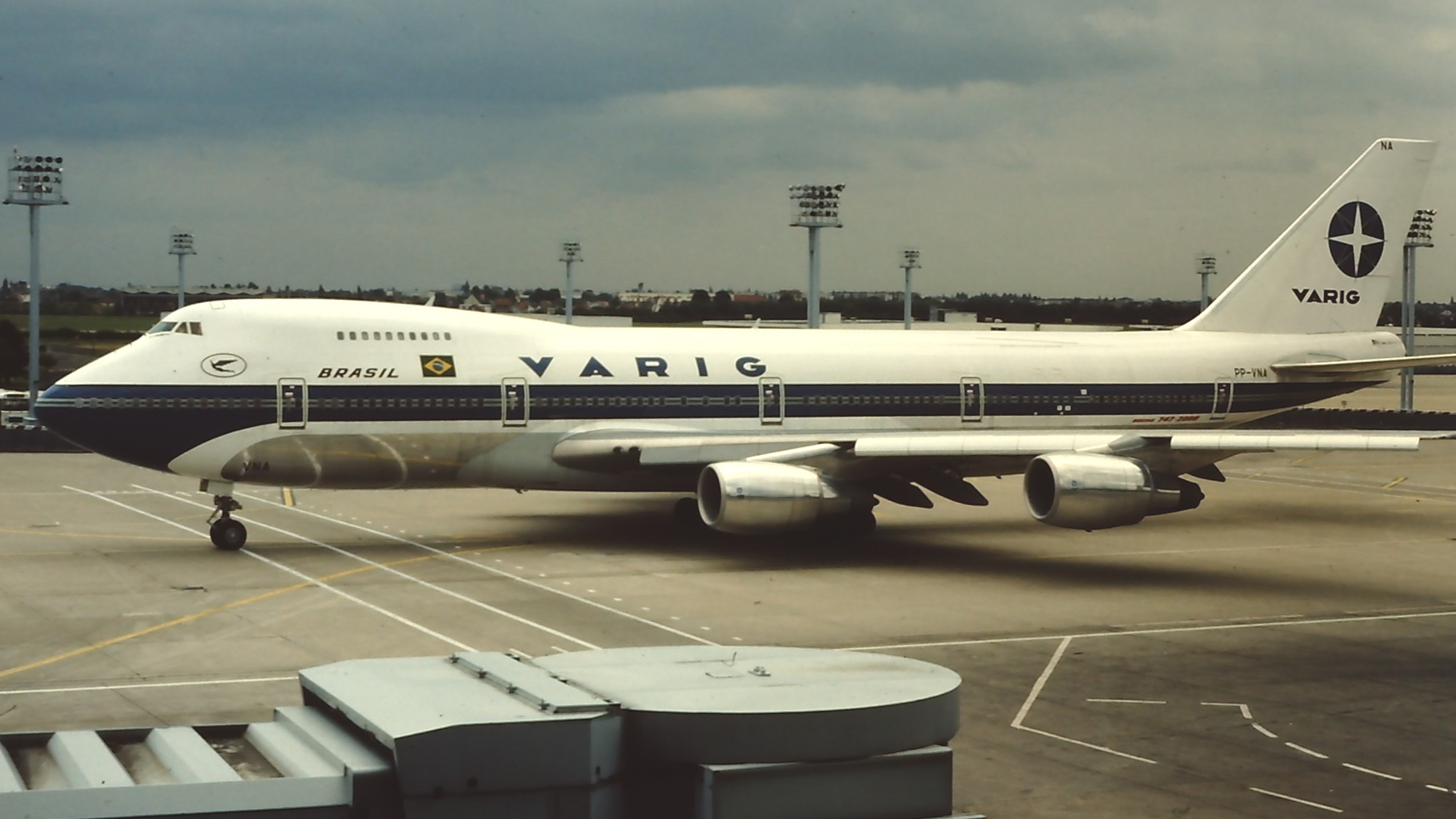
Boeing 747-200, o primeiro utilizado pela Varig, no aeroporto de Orly.

Em 1981 a Varig recebeu os primeiros Boeing 747-200. A viagem inaugural ocorreu de Brasília à Campo Grande, trazendo o presidente do Brasil João Baptista Figueiredo. Primeiramente, foram três jatos empregados nas rotas para Nova Iorque, Frankfurt, Paris, Londres e Roma. Devido à expansão da Varig e a vinda de outras empresas estrangeiras, o Galeão, principal aeroporto internacional brasileiro, e de onde partiam praticamente todos os voos internacionais, operava acima do seu limite. Já prevendo essa situação, o governo iniciou a construção de um aeroporto em Guarulhos que, apesar de maior cidade e centro econômico do país, contava apenas com o pequeno e restrito Aeroporto de Congonhas, que não tinha capacidade para voos de longo curso.
O Aeroporto Internacional de São Paulo-Guarulhos foi inaugurado em janeiro de 1985 por um Boeing 747-200 da Varig, procedente de Nova Iorque. Em seguida, muitas companhias brasileiras e estrangeiras transferiram parte de suas operações para Guarulhos. Os voos internacionais que tinham origem e destino no Rio, antes de procederem para seu destino final, faziam escala em Guarulhos, onde havia maior fluxo de passageiros.
No mesmo ano a Varig ampliou a frota de Boeing 747, com a chegada de duas aeronaves da versão -300, de maior autonomia e capacidade. Essas aeronaves encerraram o processo de substituição dos Boeing 707 e foram colocados nas rotas para Paris, Nova Iorque, Frankfurt, Londres, Joanesburgo e Tóquio.

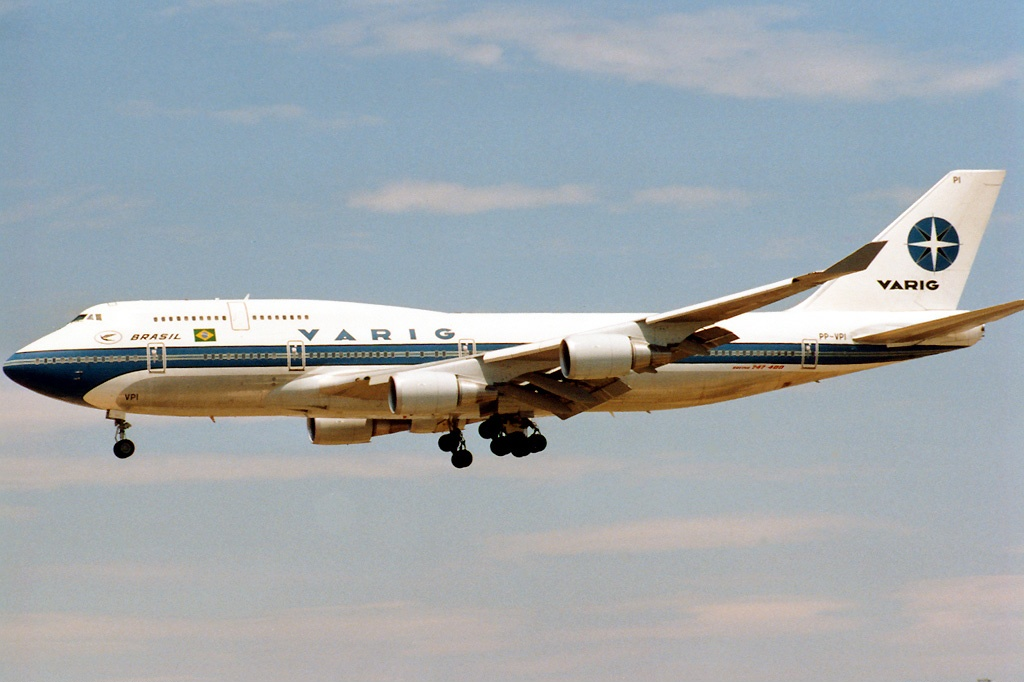
Boeing 747-400 operado pela Varig no aeroporto de Los Angeles.

Em 1991 a Varig recebeu seu primeiro Boeing 747-400, sob arrendamento, com mais duas encomendas para serem entregues em 1992 e 1993. Esta versão assumiu as rotas para Nova Iorque, Paris, Roma, além de inaugurar a rota do Rio de Janeiro para Hong Kong, com escalas em São Paulo, Joanesburgo e Bangcoc. Mas permaneceram na empresa até 1994, quando foram devolvidas. A situação econômica do país e as falhas de administração abalaram a saúde financeira da empresa, culminando numa moratória, em 1994.

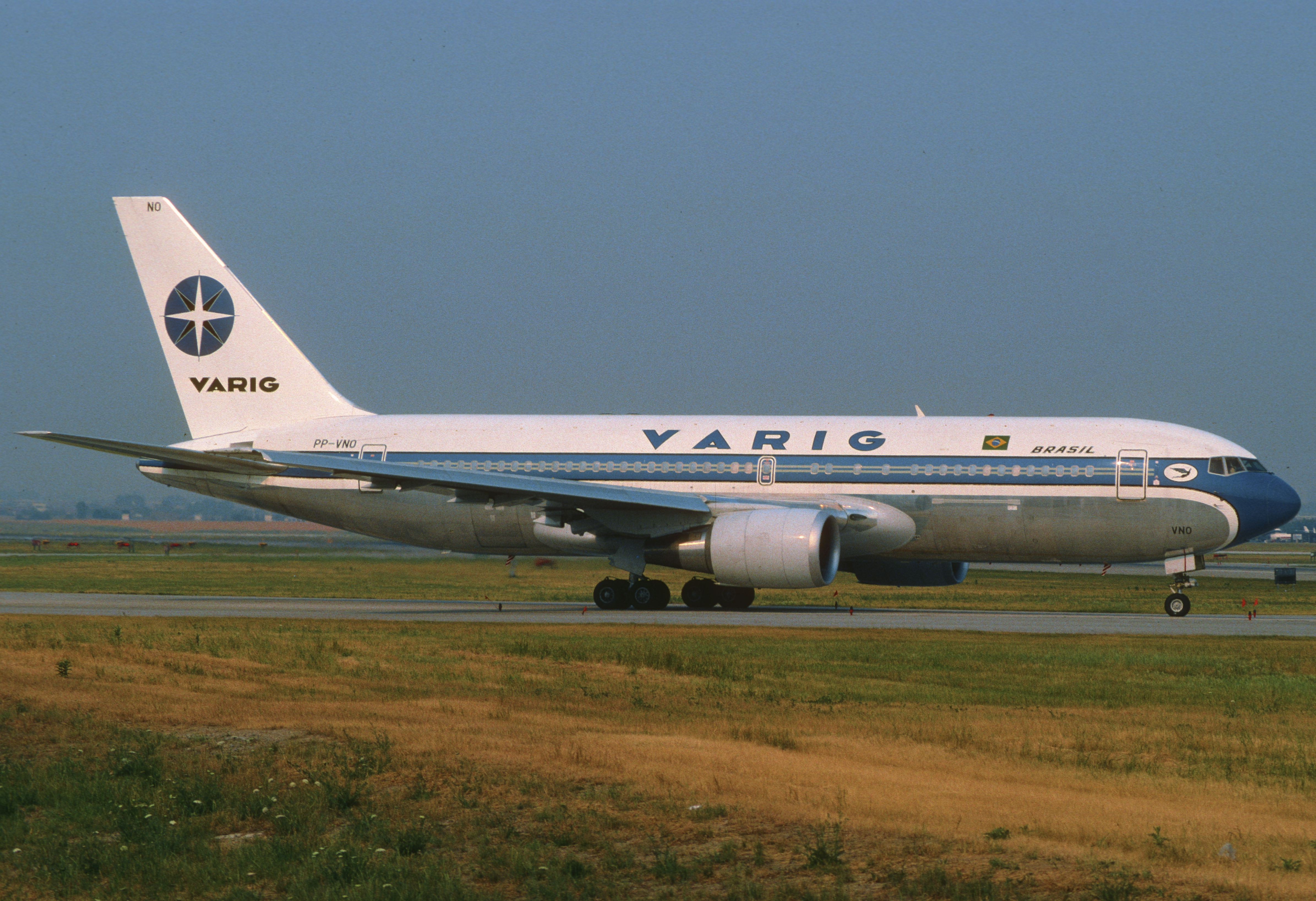
Boeing 767-200ER da Varig em 1988.

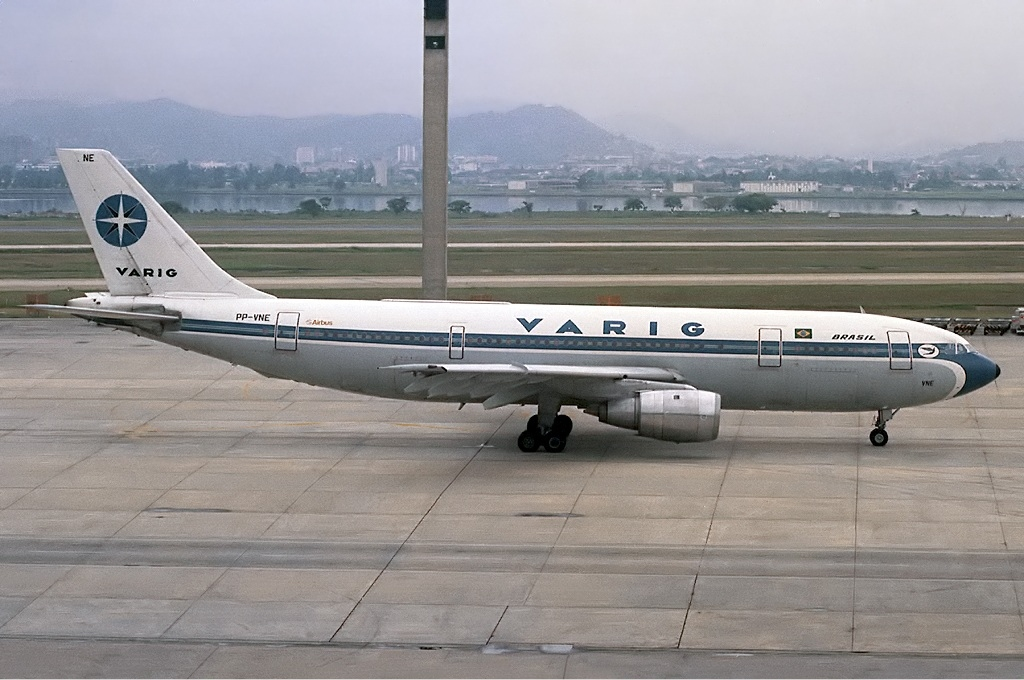
Airbus A300B4-200 da Varig em 1984.

Em 1980 a Varig encomendou duas aeronaves Airbus A300 para operação em suas rotas domésticas de alta densidade. Com seu plano de expansão da atuação no mercado doméstico, optou-se por encomendar também dois Boeing 767-200 em 1986. A aeronave bimotora podia fazer voos intercontinentais com maior eficiência do que aeronaves quadrimotoras. Estas foram as primeiras da Varig que não necessitavam de um engenheiro de voo a bordo. Em 1987 chegaram seis aeronaves da versão -200ER (Extended Range), que tinham autonomia aumentada, . que serviram nas rotas para a América do Sul, América do Norte e Europa, além de voos charter e regulares entre São Paulo e Rio de Janeiro, e também para a região nordeste, em cidades como Salvador e Fortaleza. A partir de 1990 a Varig recebeu outras nove aeronaves da versão -300ER, que foram empregados nas rotas para Lisboa, Madri, Roma, Milão, Chicago, Atlanta, Toronto.

### Renovação da frota e início do declínio

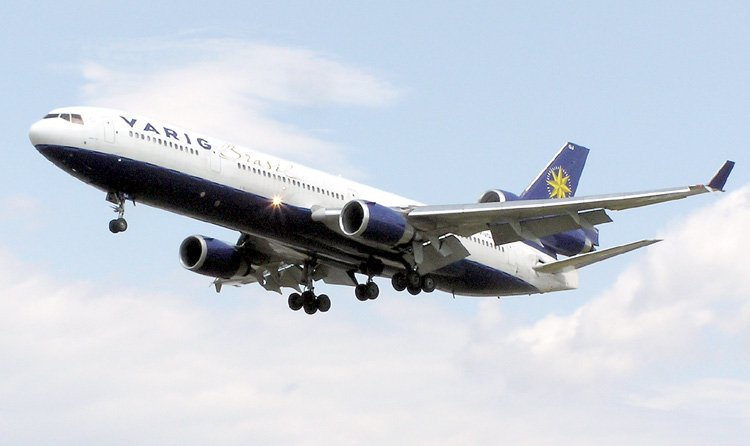
Um McDonnell Douglas MD-11 da Varig com a nova pintura da empresa no aeroporto de Londres Heathrow.

Em 1987 a Varig recebeu seu primeiro Boeing 737-300, dando início a um novo processo de modernização da frota. A substituição dos Boeing 737-200 terminou em 2003. A companhia também buscava uma aeronave para substituir os McDonnell Douglas DC-10, que já enfrentavam problemas relacionados à manutenção. Neste mesmo período, a fabricante lançou o MD-11, que contava com nova tecnologia, cabine digital, maior autonomia e capacidade de passageiros e carga; A Varig adquiriu o tipo para ser utilizado em viagens de alta rentabilidade. As duas primeiras aeronaves chegaram ao final de 1991 e foram destinadas para os voos de São Paulo para Frankfurt e Paris. Em 1998 a Varig expandiu a utilização de seus MD-11 nas rotas para Amsterdam, Bangcoc, Buenos Aires, Hong Kong, Joanesburgo, Londres, Milão, Nova Iorque e Roma.
Em 1993 foi criada a Varig Log, uma divisão de cargas que assumiu os Boeing 727 e os McDonnell Douglas DC-10.

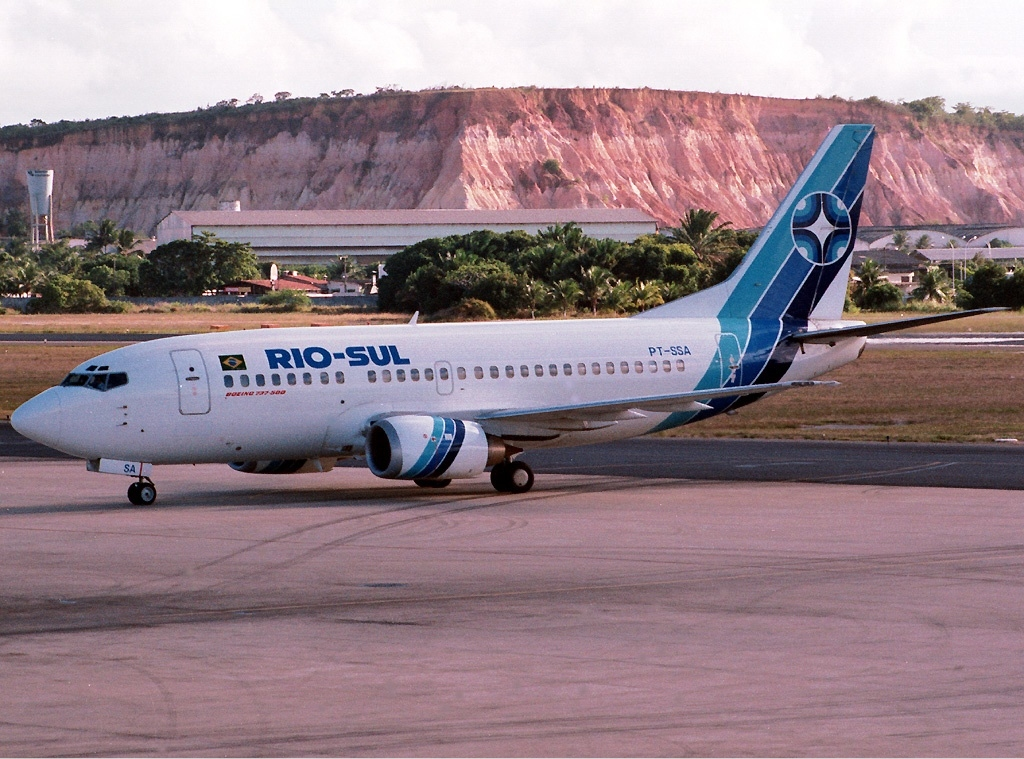
Boeing 737-500 da Rio Sul, subsidiária da Varig, no aeroporto de Recife.

A Rio Sul também iniciou sua expansão, com a chegada do primeiro Boeing 737-500 em 1992. Novos jatos Embraer ERJ-145 chegaram em 1997, o que permitiu a empresa expandir seus serviços. A Rio Sul também criou os serviços de ponte aérea, interligando os aeroportos de Congonhas (São Paulo) e Santos Dumont (Rio de Janeiro). Além disso, adquiriu a Nordeste Linhas Aéreas. A frota foi renovada e passou a ser composta por Fokker 50, Boeing 737-300 e Embraer EMB-120 Brasília.
Em novembro de 1996 a Varig mudou sua identidade visual, adotando a estrela dourada. Em 1997 entrou para a Star Alliance.
Durante o show aéreo de Farnborough, em 1998, a Varig anunciou a maior compra de aeronaves de sua história. Eram 39 aeronaves, divididas em quinze Boeing 737-700, dez Boeing 737-800, seis Boeing 767-300ER e oito Boeing 777-200ER.

### Crise no novo milênio

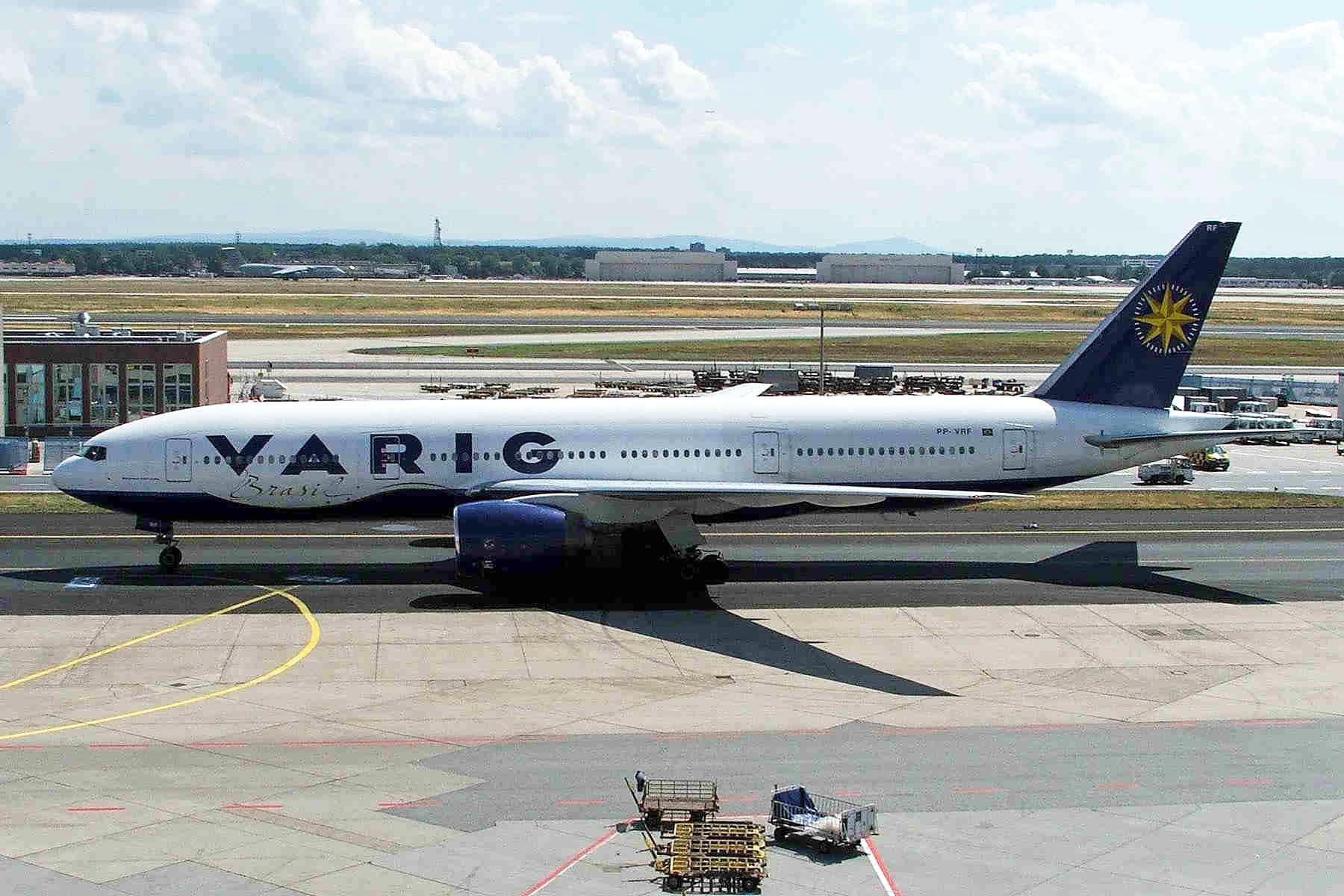
Boeing 777-200ER da Varig.

Em 2000, a Varig adquiriu alguns Boeing 737-400 utilizados pela Transbrasil. Mas em 2001, após os atentados de 11 de setembro de 2001, a aviação comercial foi atingida por uma crise, com reflexos no mundo inteiro. Nessa mesma época foram fundadas e expandidas duas grandes concorrentes da Varig, a LATAM Airlines Brasil e a Gol Linhas Aéreas Inteligentes.
Em outubro de 2001, a Varig recebeu o primeiro Boeing 777-200ER, aeronave mais tecnológica e com um sistema de entretenimento individual, no qual o passageiro pode escolher o que quer assistir em uma tela individual na própria poltrona. A Varig recebeu em 2005 mais dois Boeing 777-200 provenientes da United Airlines e British Airways. Os novos aviões foram colocados nas rotas para Miami, Nova Iorque, Frankfurt, Madri, Paris, Amsterdão e Londres, revezando com os MD-11.
Apesar de todas as inovações, a Varig estava com um balanço financeiro negativo. A diretoria não tomava qualquer atitude para evitar a crise e reduzir as dívidas da empresa. Além disso, vinha perdendo muito espaço no mercado doméstico devido ao crescimento da LATAM Airlines Brasil e da Gol Linhas Aéreas Inteligentes, que adotou o modelo low cost e oferecia passagens baratas. A Rio Sul também vinha perdendo espaço no mercado regional frente as concorrentes TRIP Linhas Aéreas e Total Linhas Aéreas.
Em 2004 uma possível fusão da empresa com a LATAM Airlines Brasil não teve sucesso. O Supremo Tribunal Federal, contrariando o entendimento da Corte de que atos administrativos legalmente adotados como os que levaram ao congelamento dos preços nas décadas de 1980 e 1990, decidiu em 2014 que a União deveria indenizar a Varig no montante à época que poderia superar os 3,05 bilhões de reais.

### Crise e recuperação judicial

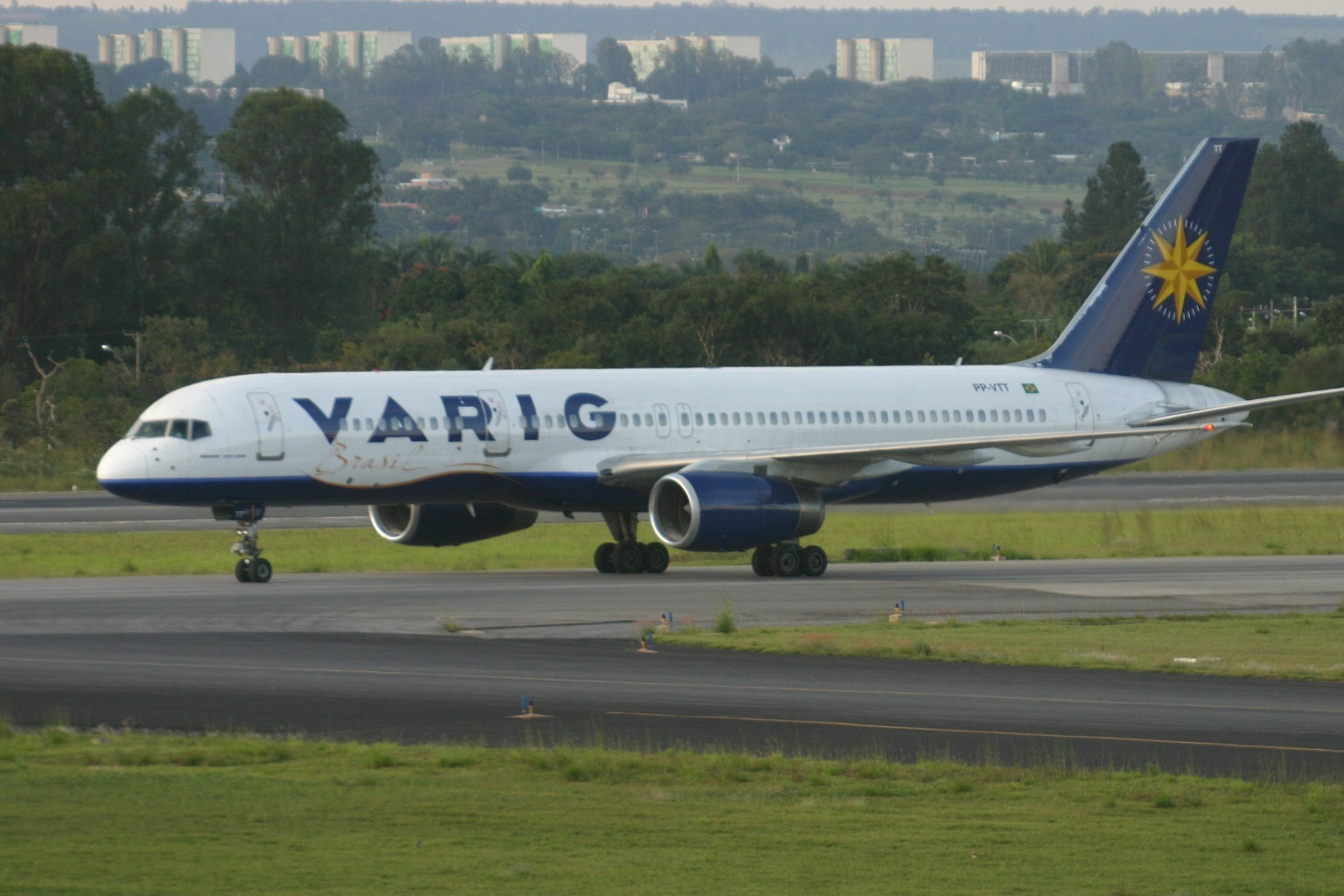
Boeing 757-200 da Varig.

Por mais de quinze anos a empresa apresentou balanços financeiros negativos, além de ter mudado de comando mais de cinco vezes num período de seis anos. Com dívidas estimadas em mais de sete bilhões de reais, as dificuldades enfrentadas pela empresa foram reflexo do congelamento das tarifas aéreas na década de 1980 e década de 1990, complementadas por uma administração ineficiente.
Em 22 de junho de 2005, a justiça brasileira deferiu o pedido de recuperação judicial protocolado em 17 de junho do mesmo ano pela Varig. Com essa decisão, a empresa teve seus bens protegidos de ações judiciais por 180 dias, mas dispôs de um prazo de 60 dias para apresentar um plano de viabilidade e de recuperação a seus credores. As dívidas da Varig chegavam a 5,7 bilhões de reais. Em novembro de 2005, a TAP Portugal, em conjunção com investidores brasileiros, formalizam a compra das subsidiárias Varig Log e Varig Engenharia e Manutenção, garantindo o pagamento de credores internacionais.
Após proposta de compra feita pela Varig Log, uma nova assembleia foi realizada em 17 de junho de 2006. Os credores da classe um da empresa, formada pelos trabalhadores, aprovaram a oferta. Mas os da classe dois, que conjuga fundos de pensão e o Banco do Brasil, e da classe três, reunindo empresas públicas e de leasing, rejeitaram a proposta. Foram mais de vinte votos contrários apenas na classe três, a maior parte deles advindos de empresas estrangeiras.

### Venda
Em 28 de julho de 2006, iniciaram-se as demissões na empresa, totalizando mais de 5 000 postos de trabalho cortados em apenas um dia, sem o pagamento das verbas rescisórias, que estavam bloqueadas pelo plano de recuperação judicial, bem como os quatro meses de salários atrasados. Dezenas de aviões ficaram retidos no hangar da empresa no aeroporto do Galeão sem poder voar. Alguns outros aviões ficaram parados por outros locais, como os Boeing 777-200 que ficaram retidos em Nova Iorque e Salvador. Em 3 de agosto de 2006, a Varig operou seu último voo internacional, já que nesse dia os voos da Varig foram proibidos de pousar em Lisboa, Paris, Madri, Londres, Roma, Zurique e Beirute. O único pouso autorizado foi em Frankfurt.
Em 28 de novembro de 2006 a Varig anunciou a operação de mais sete rotas entre 18 de dezembro de 2006 e 4 de março de 2007. Desta forma, a empresa passou a voar para doze destinos nacionais, Belo Horizonte, Florianópolis, Porto Seguro, Rio de Janeiro, São Paulo, Brasília, Salvador, Fortaleza, Recife, Porto Alegre, Curitiba e Manaus.

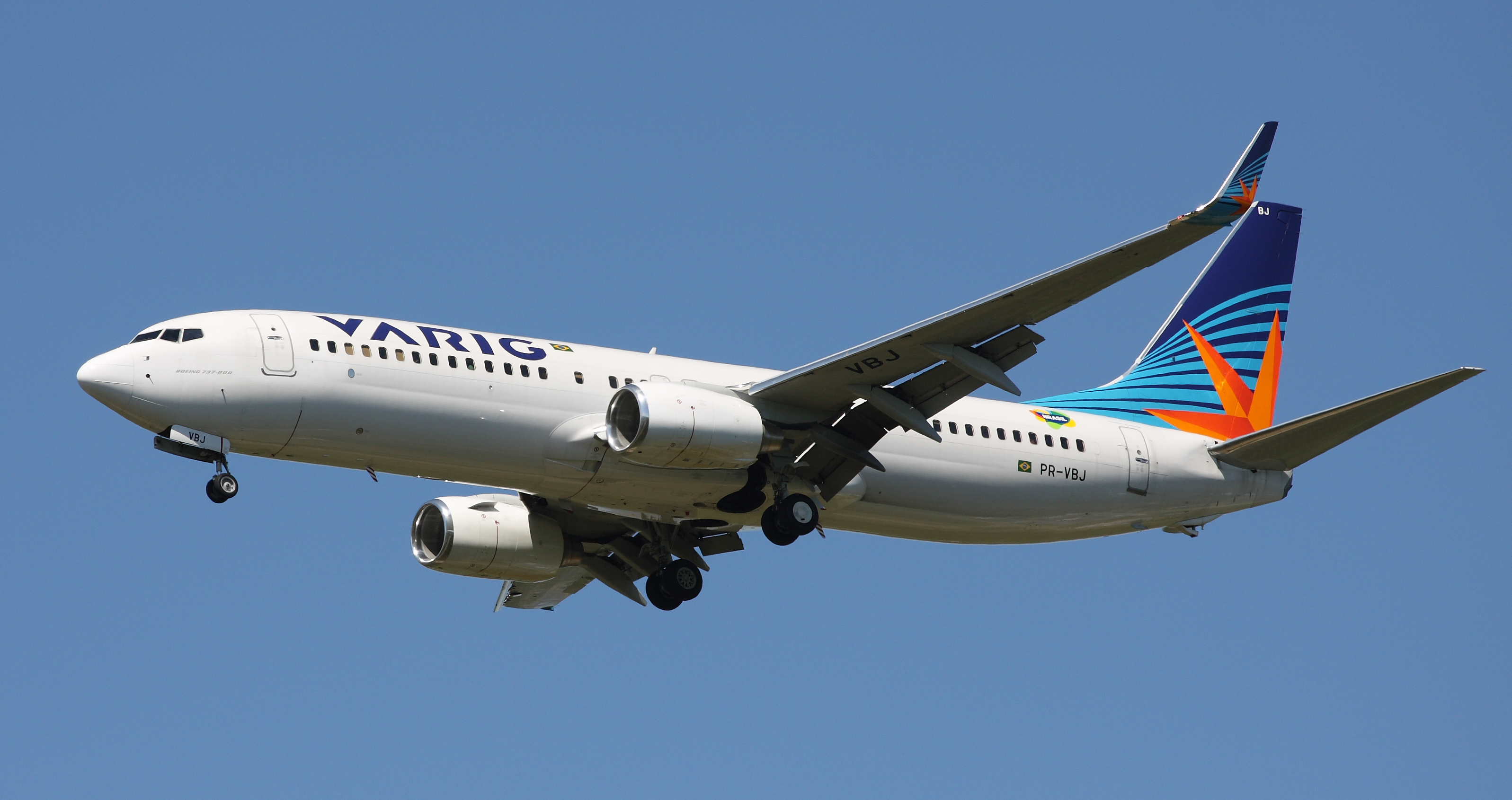
Boeing 737-8HX da VRG Linhas Aéreas em Buenos Aires.

Em 14 de dezembro de 2006 a Varig recebeu a autorização da Agência Nacional de Aviação Civil para operar sob a razão social de VRG Linhas Aéreas, conhecida coloquialmente como a Nova Varig. Em 9 de abril de 2007, a VRG Linhas Aéreas foi comprada pela Gol Linhas Aéreas Inteligentes pelo valor de 320 milhões de dólares.

### Fim da recuperação judicial e falência
Em setembro de 2009, o juiz Luiz Roberto Ayoub, titular da primeira vara empresarial do Rio de Janeiro, decretou o fim da recuperação judicial da Varig, que estava operando com a bandeira Flex Linhas Aéreas. Segundo o juiz, as obrigações do plano de reestruturação foram cumpridos no prazo de dois anos. O último voo comercial operado pela velha Varig (Flex) ocorreu em novembro de 2009.
No dia 20 de agosto de 2010, o Poder Judiciário do Brasil decretou a falência da antiga Varig, além de mais duas empresas do grupo, a Rio Sul Serviços Aéreos Regionais e a Nordeste Linhas Aéreas. O pedido foi feito pelo próprio administrador e gestor judicial do grupo, Licks Associados, que alegou que a Varig não tinha condições de pagar suas dívidas.

### Acordo bilionário com o Governo Federal quita dívidas trabalhistas
Em 1986 a VARIG contestou o congelamento tarifário realizado durante o governo do presidente José Sarney, por meio do Plano Cruzado, o que deu início a um embate judicial que perdurou por mais de 30 anos. O embrolho que só teve fim no dia 22 de março de 2024, após a 1ª Vara Empresarial do Tribunal de Justiça do Rio de Janeiro, onde tramita o processo de falência da Varig, autorizar o acordo entre a Advocacia Geral da União (AGU) e a massa falida.
O acordo fechado é para o pagamento de R$ 4,5 bilhões de reais, embora consideravelmente menor que a ser pago originalmente pelo governo na condenação judicial de 2014, pelo Supremo Tribunal Federal (STF), a indenização ainda se destaca como uma das maiores determinadas pela justiça brasileira, ficando atrás apenas do acordo para reparação do desastre de Mariana pela Companhia Vale, que totalizou R$ 37,68 bilhões.
Após o pagamento do precatório, que deve ocorrer em 2025, todas as dívidas trabalhistas, estimadas em R$ 1 bilhão, e os atrasados do Fundo de Garantia de Tempo de Serviço (FGTS) dos ex-funcionários, avaliados em R$ 560 milhões, serão quitados.

## Subsidiárias
O Grupo Varig manteve diversas empresas subsidiárias em diversos setores.
Amadeus Brasil
Foi uma joint-venture criada em 1999 e encerrada entre a Varig, a Amadeus Internacional e a Transbrasil para controlar o sistema de reservas da empresa.
Companhia Tropical de Hotéis
Conhecida como Tropical, a rede foi fundada em 1959. O primeiro hotel foi em Foz do Iguaçu, seguido por hotéis na Bahia. Atualmente detém hotéis em Manaus, João Pessoa e Porto Seguro.
Varig Motores SA
A Varig Motores S/A foi comprada pela General Electric em 1998 e a empresa passou a se chamar “GE Varig Engine Services S/A”, controlada pela GE, possuidora de 95% das ações, com uma participação de 5% da Varig Linhas Aéreas, que não participava da direção da empresa. Passados pouco mais de 5 anos, em dezembro de 2003 a GE adquire o restante das ações da companhia, passando a ser sua única dona, que hoje faz parte da GE Celma Ltda.
Nordeste Linhas Aéreas

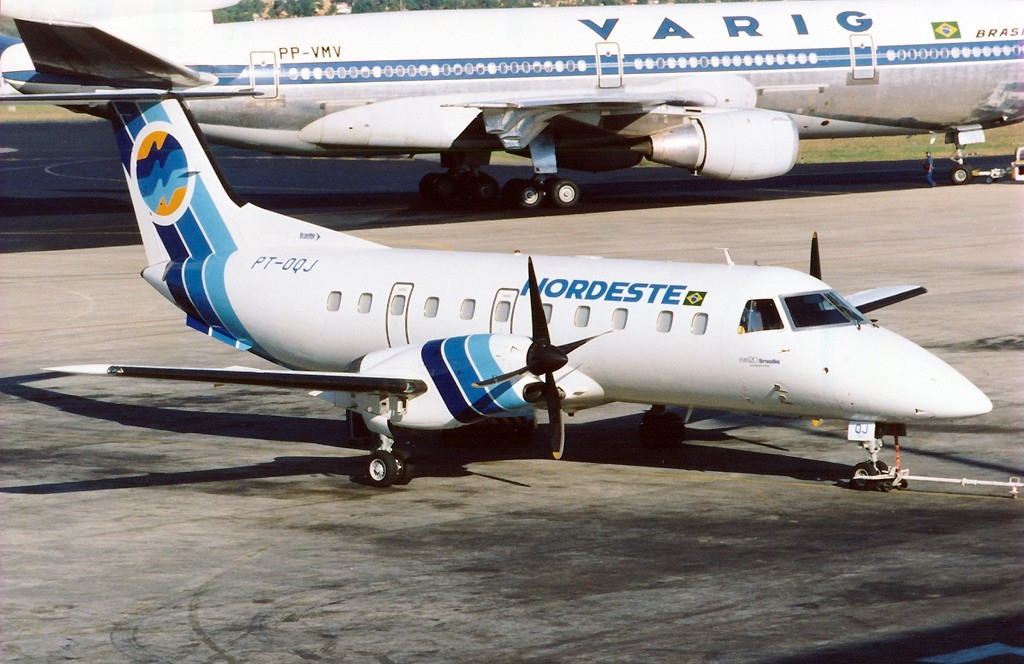
Embraer EMB-120 Brasília da Nordeste Linhas Aéreas.

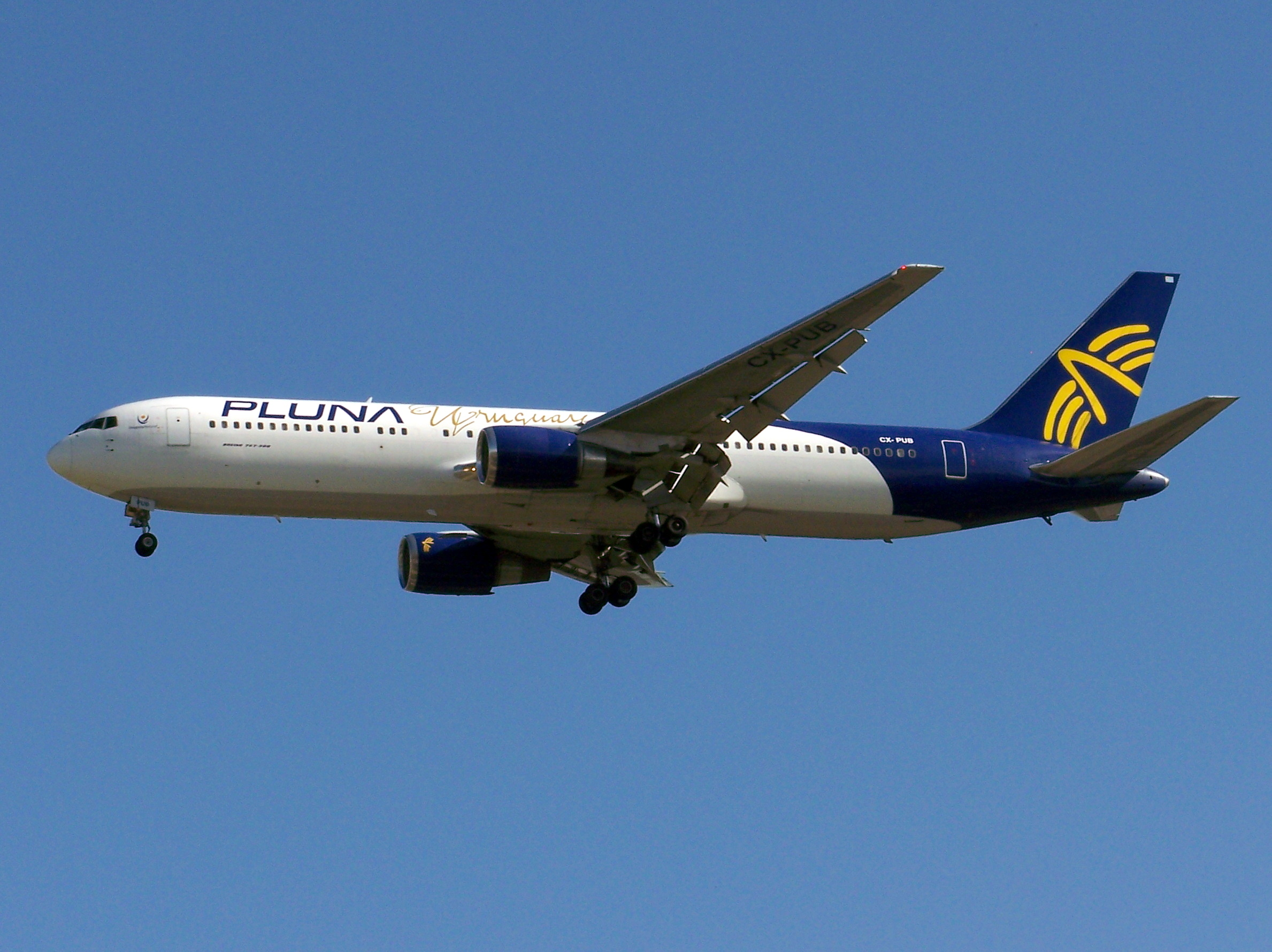
Boeing 767-300ER da PLUNA em Madrid.

Em 1975 o Governo Federal criou o SITAR, Sistema Integrado de Transporte Aéreo Regional, com o objetivo de aumentar o número de cidades do interior servidas por voos regulares. Cinco regiões foram delimitadas pela Força Aérea Brasileira, ficando cada uma delas reservada para a exploração comercial por uma empresa regional. A companhia foi fundada em sociedade pelo Governo da Bahia, Transbrasil e VOTEC e foi incumbida a administrar comercialmente as rotas regionais de Minas Gerais e da região Nordeste. O início da companhia foi conturbado devido a inúmeros acidentes envolvendo seus Embraer EMB-110 Bandeirante e problemas entre os sócios, até ser adquirida pelo Grupo Coelho, empresa da família do ex-governador da Bahia Nilo Coelho. Em 1991 a companhia foi pioneira no uso do Fokker 50 no Brasil. Em 1992 adquiriu um Embraer EMB-120 Brasília melhorando seus serviços e com a intenção de operar apenas com esse tipo de avião.
Em 1995 a Rio Sul Serviços Aéreos Regionais, outra subsidiária da Varig, assumiu o controle da Nordeste, dando a empresa uma nova identidade corporativa, adicionando a frota aeronaves Boeing 737-500, Fokker 50 e Embraer EMB-120 Brasília e retirando os Embraer EMB-110 Bandeirante remanescentes de operação.
Posteriormente, a empresa foi completamente cedida à Varig, bem como rotas e funcionários, porém a marca da empresa permaneceu nas aeronaves. A empresa operou até a falência da Varig.
Pluna
A companhia foi fundada em setembro de 1936 e iniciou suas operações em 19 de novembro de 1936. Foi criada por Jorge e Alberto Márquez Vaesa, dois irmãos que tinham obtido o apoio financeiro e técnico necessário por intermédio do embaixador do Reino Unido no Uruguai, Sir Eugen Millington-Drake. O nome PLUNA é um acrônimo para "Primeras Líneas Uruguayas de Navegación Aérea" (em português: "Primeiras Linhas Uruguaias de Navegação Aérea"). A companhia operou primeiramente duas aeronaves De Havilland Dragonflys, com capacidade para cinco passageiros, de Montevidéu para Salto e Paysandú.
A companhia foi estatizada pelo governo uruguaio em 12 de novembro de 1951. Após a Segunda Guerra Mundial, a PLUNA incluiu dois Douglas DC-2 em sua frota, que foram operados na rota de Montevidéu para Salto e Paysandú, até 1951. No mesmo ano, um Douglas DC-3 e quatro De Havilland Heron foram adicionados à frota. Os DC-3 permaneceram em serviço até 1971, quando foram vendidos à Força Aérea Uruguaia e convertidos em aeronaves militares.
Em 1995 a empresa foi privatizada e o governo uruguaio vendeu 51% das ações para uma joint-venture formada pelo consórcio argentino Tevycom e por empresários uruguaios; os outros 49% foram vendidos à Varig. Em abril de 2000, a companhia tinha 635 funcionários e a frota era composta por seis Boeing 737-200 e um McDonnell Douglas DC-10 para servir diversos destinos, como Assunção, Buenos Aires, Córdoba, Florianópolis, Madrid, Montevidéu, Punta del Este, Rio de Janeiro, Rosario, Salvador, Santiago e São Paulo. No final de 2005, os principais acionistas da companhia eram o Governo do Uruguai (49%), a Varig (49%), e investidores privados (2%). Quando a Varig entrou em recuperação judicial, a companhia tentou vender sua participação na Pluna para a Conviasa, companhia estatal venezuelana, mas o negócio foi cancelado em julho de 2006.
Logo após a falência da Varig, o governo uruguaio anunciou que a frota e as rotas da PLUNA seriam leiloadas. Em setembro de 2012 houve o leilão das sete aeronaves Bombardier CRJ900 remanescentes, mas a venda do resto da companhia foi adiada para outubro de 2012. A Cosmo Airlines, companhia charter espanhola, comprou todas as aeronaves pelo valor de 137 milhões de euros.
Rio Sul

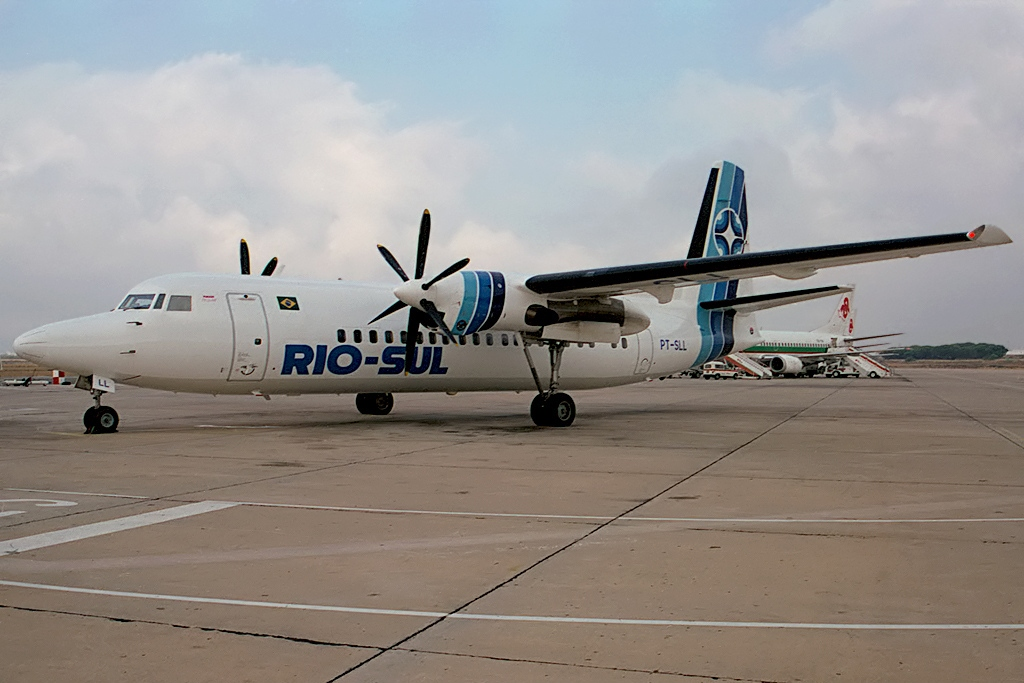
Fokker 50 da Rio Sul em Faro.

A Rio Sul Serviços Aéreos Regionais foi fundada em 24 de agosto de 1976 e suas operações tiveram início em setembro do mesmo ano. Nesta época, o Brasil vivia o período conhecido como milagre econômico, o que fez com que o Ministério da Aeronáutica dividisse o país em cinco regiões, oportunizando à novas companhias explorar comercialmente cada uma delas.
O primeiro voo foi realizado no dia 9 de setembro de 1976, na rota que partia de Porto Alegre para Pelotas e Rio Grande. A Rio-Sul começou a operar seus primeiros voos com dois Embraer EMB-110 Bandeirante e quatro Piper Navajo, além de dois jatos executivos Sabreliner 60, que realizavam voos fretados. No início da década de 1980 a Sul América Seguros vendeu suas ações à Fundação Rubem Berta e à Cruzeiro do Sul e, por conta disso, a Varig passou a deter dois terços do controle acionário da Rio Sul. Em 1982, a empresa passou  operar duas aeronaves Fokker F-27. Em novembro daquele mesmo ano, as companhias aéreas brasileiras solicitaram ao Departamento de Aviação Civil (DAC) a autorização para operar um novo serviço de voos que ligasse os aeroportos centrais de São Paulo (Congonhas), Rio de Janeiro (Santos Dumont), Belo Horizonte (Pampulha) e Curitiba (Bacacheri). Esses voos iniciaram em maio de 1986 e a Rio Sul operou as rotas entre Rio de Janeiro e Belo Horizonte e entre São Paulo e Curitiba.
Na década de 1990 a Rio Sul comprou a Nordeste Linhas Aéreas. Em 2002 e 2003 as operações da Rio Sul e da Nordeste foram fundidas com a Varig, devido à crise financeira e sua recuperação judicial.
Serviços Auxiliares de Transporte Aéreo
Era a empresa de ground handling ("apoio em solo") da Varig. Foi fundada em 1954 em parceria com onze empresas aéreas. Chegou a ser a maior empresa de ground handling da América Latina.
Varig Engenharia e Manutenção
Foi a empresa que administrou a manutenção das aeronaves da Varig e de outras companhias parceiras. Conhecida pelo seu acrônimo "VEM", possuía bases no Aeroporto Internacional Salgado Filho, em Porto Alegre e no Aeroporto Internacional do Galeão, no Rio de Janeiro. Foi a maior empresa de manutenção de aeronaves da América Latina. Após a falência da Varig, a TAP Air Portugal acabou comprando a empresa, que passou a se chamar TAP Engenharia e Manutenção Brasil. Em 2022, após diversos problemas financeiros, agravados com a Pandemia de COVID-19, a empresa encerrou as operações.
Varig Log

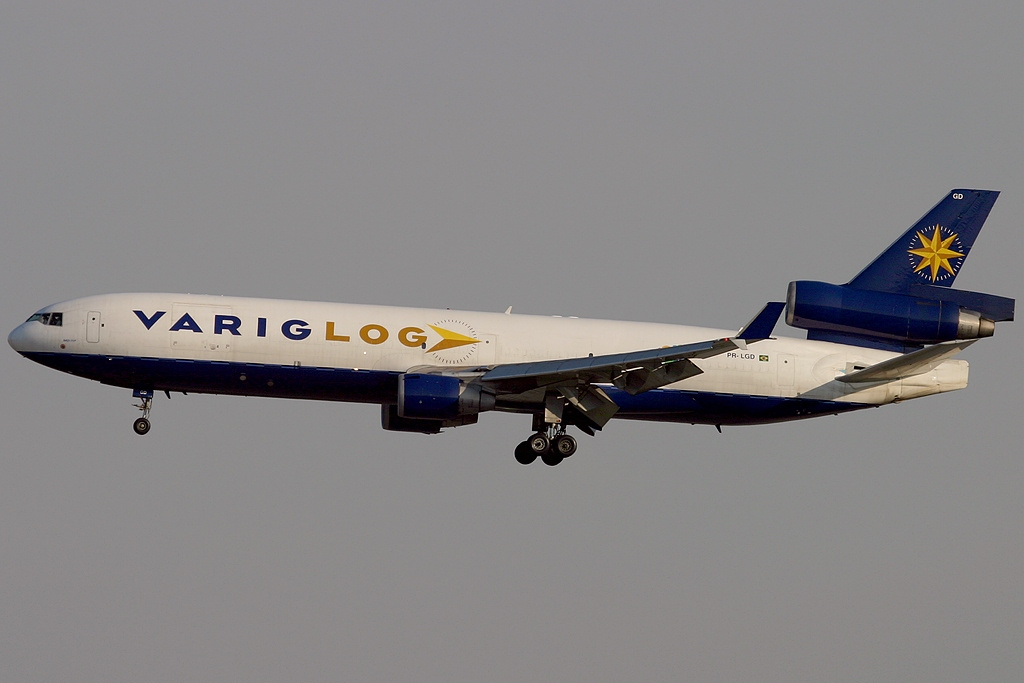
McDonnell Douglas MD-11 da Varig Log em Frankfurt.

Foi a maior empresa de carga aérea da América Latina e em 2000 passou a ser empresa independente do Grupo Varig. Operou com aeronaves Boeing 727-100, Boeing 727-200, McDonnell Douglas DC-10 e McDonnell Douglas MD-11. Em 23 de junho de 2006 a Agência Nacional de Aviação Civil aprovou a venda da Varig Log para a Volo do Brasil, empresa norte-americana especializada em holding.
Varig Trading
Fundada em 1987 como forma de comercializar produtos para exportação e importação, aproveitando a estrutura das agências da Varig no exterior, encerrou suas atividades em 1991.
Varig Travel
Fundada em 2001, tinha como objetivo vender pacotes turísticos aproveitando a estrutura da Varig, mas encerrou suas atividades em 2004, pouco antes da Varig entrar em recuperação judicial.

## Identidade visual

### Logotipos
A Varig teve quatro logotipos ao longo de sua história. O primeiro foi adotado logo após a fundação da companhia, em 1927. Este logo mostra um biguá, ave marítima comum no litoral do Rio Grande do Sul, com as asas abertas, voando sobre o nome da Varig. Segundo a própria companhia, o desenho do biguá foi adotado já que é a maior ave palmípede residente no Rio Grande do Sul, além de ser facilmente encontrados em diversos lagos e lagoas gaúchos, principalmente na Lagoa dos Patos, onde a Varig operava inicialmente seus hidroaviões. Este logotipo foi utilizado até 1930.
O segundo logotipo foi adotado em 1930, na qual aparece o Ícaro, personagem da mitologia grega, o qual ficou reconhecido pela sua tentativa frustrada de deixar Creta voando, em uma queda que culminou na sua morte nas águas do mar Egeu, mais propriamente na parte conhecida como mar Icário. A Varig escolheu o Ícaro por representar o sonho e a ousadia do ser humano em voar. Inicialmente, o logotipo era circunscrito em três círculos com as cores da bandeira do Rio Grande do Sul, o verde, amarelo e vermelho. Depois, os círculos saíram e o Ícaro passou a carregar a bandeira do Brasil. Com a chegada dos Lockheed Constellation, em 1955, o Ícaro sofreu uma nova mudança, a bandeira do Brasil foi retirada e o Ícaro passou a ficar dentro de um círculo preto. Este logo foi utilizado entre até 1961.
O terceiro logotipo foi adotado em 1960, na qual predomina a rosa dos ventos, criada pelo gaúcho Nelson Jungbluth, que trabalhou na Varig durante 35 anos como supervisor visual em anúncios, folhetos, menus e cartazes. Apesar de ser desenhada em 1954, a rosa dos ventos só começou a aparecer na fuselagem das aeronaves da Varig em 1961, após a compra da Real Aerovias. Este foi o logotipo que permaneceu por mais tempo na empresa, até 1996, por 36 anos, e também foi o logotipo que esteve presente na consolidação da Varig entre as maiores companhias aéreas do mundo na época, tendo sido até escolhida como a identidade mais bonita na época.
O quarto logotipo foi adotada em 1996, na qual ainda predomina a rosa dos ventos, porém agora dentro de um círculo azul. A reformulação foi feita pela empresa Landor Associates, que também ficou responsável por criar uma nova marca para as subsidiárias Rio Sul e Nordeste. A rosa dos ventos foi novamente estilizada, ganhando as cores amarelo e dourado, o nome "Varig" ganhou um tom de azul mais escuro e uma assinatura característica com o nome "Brasil". Este logotipo foi utilizado de 1996 até 2005, momento em que a companhia entrou em recuperação judicial.

### Pinturas
O logotipo da Varig foi impresso na fuselagem de uma aeronave pela primeira vez em 1931, com a chegada dos Junkers A 50. Nessa época, o logotipo da Varig era o Ícaro envolto em um círculo preto. Abaixo do Ícaro estava o nome "Varig" grafado em caixa alta. Porém, os maiores destaques da aeronave eram a matrícula e o nome de batismo, os dois escritos em letras gigantescas na fuselagem das aeronaves. O logotipo e o nome ficavam, geralmente, localizados na cauda do avião. Em outras aeronaves como os Junkers F-13, por exemplo, era escrito o nome da aeronave na cauda e o logotipo da Varig ficava nas laterais fuselagem, em tamanho bem pequeno.
A primeira aeronave a receber a nova versão do Ícaro, sem o círculo e carregando a bandeira do Brasil, foi o De Havilland Dragon Rapide, em 1942, que foi também a primeira aeronave da empresa a receber uma pintura na fuselagem. Além da matrícula e do nome de batismo, as aeronaves da Varig também tinham uma linha preta nas laterais da fuselagem, logo abaixo das janelas. O compartimento do radome da aeronave também era pintado de preto.
Esta pintura sofreu uma pequena modificação com a chegada de novas aeronaves em 1955, tendo duas linhas mais finas, uma em cima das janelas e outra em baixo, e somente a parte de cima do compartimento do radome era pintado de preto. E com a chegada dos Douglas DC-3, houve mais uma modificação, passaram a ser duas linhas ainda mais finas abaixo das janelas.
A pintura da Varig sofreu uma grande mudança em 1954, com a chegada dos novos Convair 240 e Lockheed Constellation. Pela primeira vez, as aeronaves ganharam cores, o nome de batismo na fuselagem foi retirado, mas a matrícula foi mantida, só que em tamanho menor. O Ícaro carregando a bandeira do Brasil continuava na cauda, agora um pouquinho maior, com o nome logo abaixo. A cauda também ganhou a bandeira do Brasil colorida, nas laterais da fuselagem, ao invés das linhas pretas, agora havia uma faixa em azul na altura das janelas com duas linhas brancas finas no meio. O nome foi colocado logo acima da faixa azul em letras grandes e somente uma pequena parte do compartimento do radome da aeronave continuou preto.
Em 1961, após a compra da Real Aerovias, a rosa dos ventos foi introduzida nas aeronaves, sendo que as primeiras a recebê-la foram os Douglas DC-6, Lockheed L-188 Electra, Convair 990 e Douglas DC-8. A primeira a ser entregue diretamente de fábrica com a nova pintura da Varig foi o Boeing 707-300. No novo padrão, a bandeira do Brasil na cauda foi retirada e no lugar do Ícaro foi estampada a rosa dos ventos.
Em dezembro de 1996, o Boeing 747-300 de prefixo PP-VNH foi a primeira aeronave da Varig a apresentar a nova identidade visual da empresa, agora com um tom de azul mais escuro, rosa dos ventos em amarelo e dourado e a assinatura "Brasil" personalizada ao lado do nome. A nova pintura possuía a barriga, turbinas e cauda em azul escuro, a rosa dos ventos na cauda e o logotipo iniciando nas laterais frontais da fuselagem.

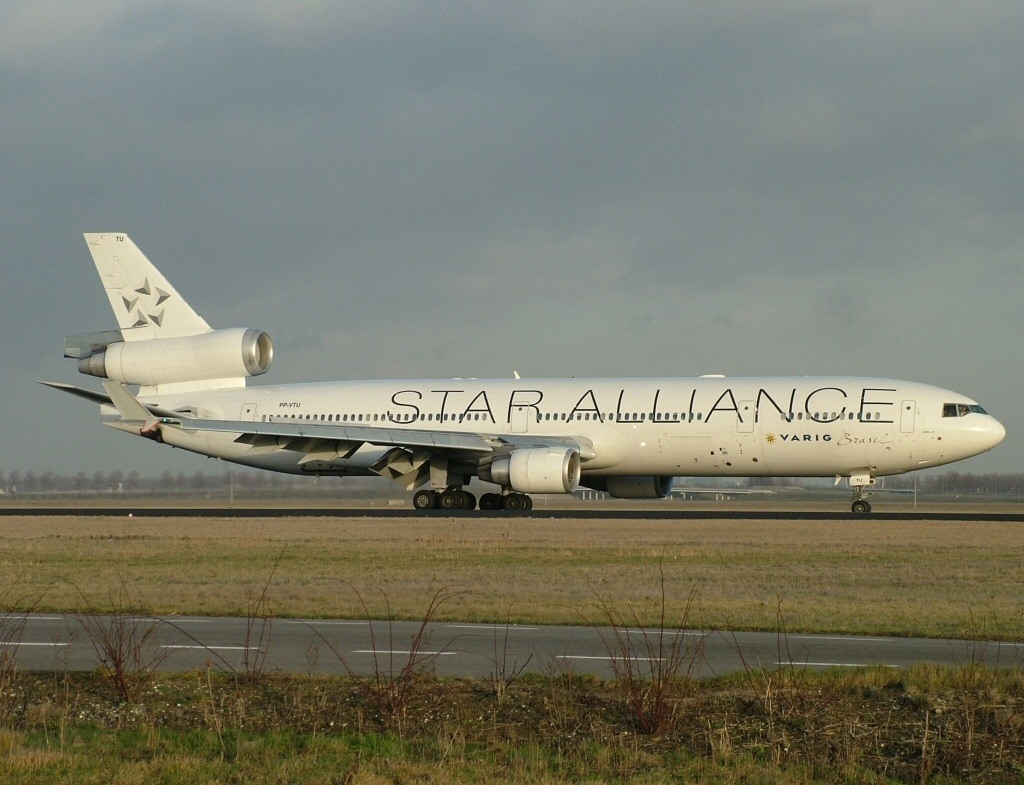
McDonnell Douglas MD-11 com a pintura da Star Alliance em Amsterdam.

A Varig também utilizou diversas pinturas especiais:
- McDonnell Douglas DC-10: pintura em homenagem a Copa do Mundo FIFA de 1994;[87]
- Boeing 747-300: foram gravados na fuselagem as logomarcas da United Airlines, Air Canada, Scandinavian Airlines, Lufthansa e Thai Airways, para comemorar a entrada na Star Alliance;[88]
- McDonnell Douglas MD-11 e Boeing 737-300: pintura em homenagem a Copa do Mundo FIFA de 1998;[87]
- Boeing 767-300ER: pintura em homenagem aos quinhentos anos do descobrimento do Brasil;[89]
- Boeing 767-200ER e Boeing 737-300: pintura em homenagem a Copa do Mundo FIFA de 2002;[87]
- Boeing 777-200 e Boeing 737-300: pintura em homenagem ao aniversário de 75 anos da companhia;[82]
- McDonnell Douglas MD-11: pintura especial da Star Alliance;[90]
- McDonnell Douglas MD-11 e Boeing 737-300: pintura em homenagem a Copa do Mundo FIFA de 2006.[87]

## Destinos

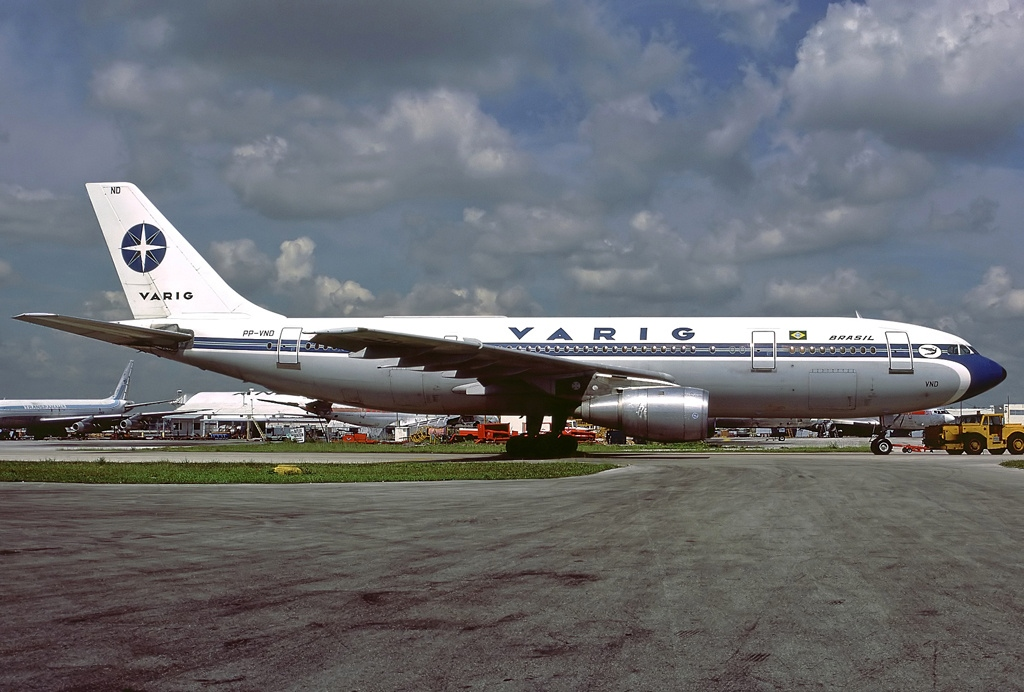
Airbus A300 operado pela Varig em Miami.

O primeiro voo comercial da Varig foi inaugurado no dia 3 de fevereiro de 1927, às 8 horas da manhã. Era conhecida como "Linha da Lagoa", pois ligava as cidades de Porto Alegre, Pelotas e Rio Grande, com hidroaviões que decolavam e pousavam na Lagoa dos Patos, no Rio Grande do Sul. O voo durava cerca de 2 horas e 20 minutos, a uma velocidade de cruzeiro de 160 quilômetros por hora, a uma altitude de 20 a 50 metros do solo, operada com o Dornier Wal.
Em toda sua história, a Varig operou em cerca de 102 destinos, sendo 32 nacionais e 70 internacionais. Foi a única companhia aérea brasileira a operar  rotas regulares em todos os continentes permanentemente habitados do planeta; incluindo a Ásia e a África, que, naquela época, ainda não tinham voos comerciais em operação para o Brasil. Inicialmente, o principal centro de operações da companhia era no Aeroporto Internacional Salgado Filho, em Porto Alegre, mas, com o aumento da demanda, foi transferido para os aeroportos do Galeão, no Rio de Janeiro e para Guarulhos, em São Paulo.

## Frota

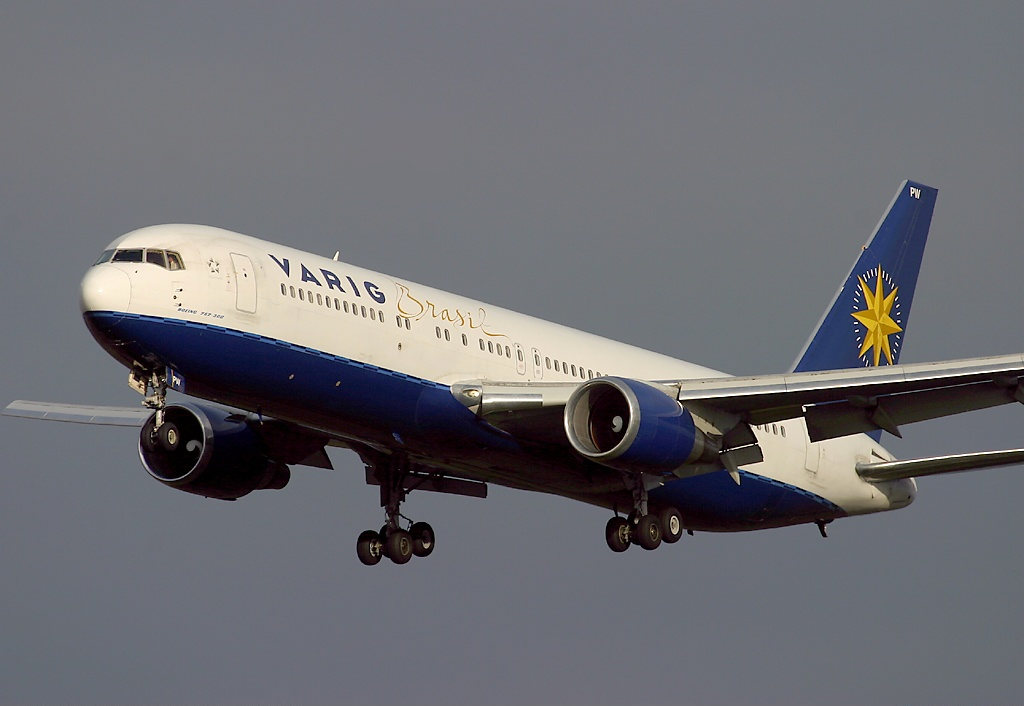
Boeing 767-300ER da Varig em Frankfurt.

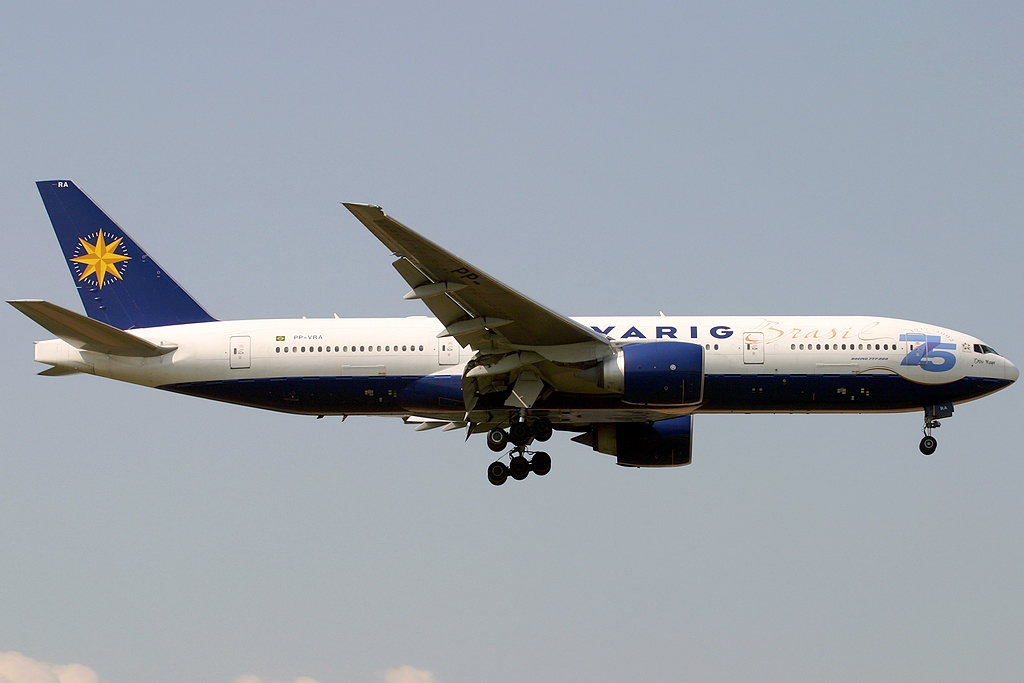
Boeing 777-200ER da Varig em Frankfurt.

Em toda a sua história, a Varig operou cerca de 354 aeronaves. As aeronaves operadas pela Varig eram as mais avançadas quanto a tecnologia utilizada para a sua época. A Varig também era reconhecida internacionalmente pelo alto nível de conforto das aeronaves e pelo serviço de bordo extremamente luxuoso, tanto na primeira classe como na classe executiva e econômica.
A primeira aeronave operada pela Varig foi um hidroavião Dornier Do Wal, que também foi a primeira aeronave comercial a operar no Brasil. Logo após, chegaram aeronave com maior capacidade de passageiros, como o Junkers Ju 52, Douglas DC-3, Curtiss C-46 e Lockheed Constellation. No início da década de 1960, chegaram os primeiros aviões a jato da companhia, o Sud Aviation Caravelle e o Boeing 707, que contribuíram muito para o crescimento financeiro da empresa. Na década de 1970, começaram a ser utilizados os Boeing 727 e Boeing 737, principalmente nas rotas nacionais e regionais. Nesta época, a companhia também adquiriu as primeiras aeronaves widebody, como o McDonnell Douglas DC-10, Airbus A300, Boeing 767 e o Boeing 747, maior aeronave do mundo na época e maior aeronave operada pela companhia. Já nos últimos anos da companhia, foram operados os McDonnell Douglas MD-11, Boeing 757 e Boeing 777, aeronave mais avançada tecnologicamente na época.
No momento da desativação da empresa, eram operadas as aeronaves Boeing 737, Boeing 757 e Boeing 767, que foram repassadas a VRG Linhas Aéreas, sucessora da empresa e posteriormente à Gol Linhas Aéreas Inteligentes, companhia que comprou a marca da VRG.

#### Frota da Varig 2006
83 Boeing 737
26 McDonnell Douglas MD-11
18 Boeing 767
08 Boeing 777
04 Boeing 757
| Aeronaves                  | Quantidade | Período de operação | Passageiros | Notas                                                                                    |
| -------------------------- | ---------- | ------------------- | ----------- | ---------------------------------------------------------------------------------------- |
| Dornier Wal                | 1          | 1927–1930           | 9           | Primeira aeronave comercial a operar no Brasil.                                          |
| Dornier B Merkur           | 1          | 1927–1930           | 6           |                                                                                          |
| Klemm L-25                 | 2          | 1929–1935           | 1           | Utilizado para transporte de malas postais e voos de propaganda.                         |
| Junkers A-50               | 3          | 1931–1944           | 1           | Utilizado para transporte de malas postais, voos de propaganda e treinamento de pilotos. |
| Junkers F-13               | 2          | 1932–1951           | 5           | Primeiras aeronaves comerciais da Varig equipadas com trem de pouso.                     |
| Messerschmitt M.20         | 1          | 1937–1948           | 10          |                                                                                          |
| Junkers Ju 52              | 1          | 1937–1942           | 21          |                                                                                          |
| De Havilland Dragon Rapide | 1          | 1942–1945           | 6           |                                                                                          |
| Fiat G2                    | 1          | 1942–1945           | 6           |                                                                                          |
| Lockheed L-10              | 5          | 1943–1951           | 10          |                                                                                          |
| Douglas DC-3               | 49         | 1946–1971           | 32          |                                                                                          |
| Noorduyn UC-64A Norseman   | 1          | 1947–1950           | 6           |                                                                                          |
| Curtiss C-46               | 22         | 1948–1967           | 46          |                                                                                          |
| Convair 240                | 13         |                     | 40          |                                                                                          |
| Lockheed Constellation     | 9          | 1955–1967           | 63          |                                                                                          |
| Sud Aviation Caravelle     | 3          | 1959–1964           | 73          |                                                                                          |
| Boeing 707                 | 20         | 1960–1989           | 138         |                                                                                          |
| Douglas DC-6               | 5          | 1961–1970           | 80          |                                                                                          |
| Lockheed L–188 Electra     | 15         | 1962–1992           | 90          |                                                                                          |
| Convair 990                | 3          | 1963–1971           | 120         |                                                                                          |
| Douglas DC-8               | 2          | 1965–1978           | 149         |                                                                                          |
| Hawker Siddeley HS 748     | 11         | 1970–1976           | 40          |                                                                                          |
| Boeing 727                 | 12         | 1970–2005           | 177         |                                                                                          |
| Boeing 737                 | 83         | 1974–2006           | 109–180     |                                                                                          |
| McDonnell Douglas DC–10    | 16         | 1974–2005           | 258         |                                                                                          |
| Airbus A300                | 4          | 1981–1990           | 234         |                                                                                          |
| Boeing 747                 | 12         | 1981–1998           | 550–660     |                                                                                          |
| Boeing 767                 | 18         | 1987–2006           | 290         |                                                                                          |
| McDonnell Douglas MD–11    | 26         | 1991–2006           | 293         |                                                                                          |
| Boeing 777                 | 8          | 2001–2006           | 440         |                                                                                          |
| Boeing 757                 | 4          | 2004–2006           | 200         | Última aquisição da Varig.                                                               |

## Presidentes
| Presidente                                                                | Período     |
| ------------------------------------------------------------------------- | ----------- |
| Otto Ernst Meyer                                                          | 1927 a 1941 |
| Ruben Berta                                                               | 1942 a 1966 |
| Érik Oswaldo Kastrup de Carvalho                                          | 1966 a 1979 |
| Harry Schuetz                                                             | 1979 a 1980 |
| Helio Smidt                                                               | 1980 a 1990 |
| Rubel Thomas                                                              | 1990 a 1995 |
| Carlos Willy Engels                                                       | 1995 a 1996 |
| Fernando Pinto                                                            | 1996 a 2000 |
| Ozires Silva                                                              | 2000 a 2002 |
| Arnim Lore                                                                | 2002        |
| Manuel Eduardo Guedes                                                     | 2002 a 2003 |
| Roberto Macedo                                                            | 2003        |
| Carlos Luiz Martins Pereira Souza Alberto Fajerman Luiz Fernando Wellisch | 2003        |
| Carlos Luiz Martins Pereira e Souza                                       | 2004 a 2005 |
| Henrique Sutton de Sousa Neves                                            | 2005        |
| Omar Carneiro da Cunha                                                    | 2005        |
| Marcelo Bottini                                                           | 2005 a 2006 |

Referência: 